# NASA
La Administración Nacional de Aeronáutica y el Espacio, más conocida como NASA (por sus siglas en inglés, National Aeronautics and Space Administration), es la agencia del gobierno estadounidense responsable del programa espacial civil, así como de las investigaciones de la  aeronáutica y la aeroespacial.
En 1958, el presidente Dwight Eisenhower fundó la Administración Nacional de la Aeronáutica y del Espacio (NASA) con una orientación de marcado carácter civil, en lugar de militar, fomentando las aplicaciones pacíficas de la ciencia espacial. El 29 de julio de 1958 se aprobó la National Aeronautics and Space Act (Ley Nacional del Espacio y la Aeronáutica), desestabilizando así el antecesor de la NASA, el Comité Asesor Nacional para la Aeronáutica (NACA). El 1 de octubre de ese año comenzó a funcionar la nueva agencia.
Desde entonces la mayoría de los esfuerzos de exploración espacial de Estados Unidos han sido dirigidos por la NASA, incluyendo las misiones Apolo de aterrizaje en la Luna, la estación espacial Skylab y más tarde el transbordador espacial. Al año 2020, la NASA está apoyando la Estación Espacial Internacional y supervisando el desarrollo del vehículo multiuso de tripulación Orión, el sistema de lanzamiento espacial y vehículos Commercial Crew Development (tripulados comerciales). La agencia también es responsable del Programa de Servicios de Lanzamiento (LSP), que presta servicios de supervisión de las operaciones de lanzamiento y la gestión de la cuenta regresiva para lanzamientos no tripulados de la NASA. 
La ciencia que emplea la NASA se centra en una mejor comprensión de la Tierra a través del Sistema de Observación de la Tierra (EOS), avanzar en la heliofísica mediante los esfuerzos del Programa de Investigación en Heliofísica de la Dirección de Misiones Científicas, explorar cuerpos por todo el sistema solar con misiones robóticas avanzadas como la New Horizons e investigar cuestiones de astrofísica como el Big Bang a través de los Grandes Observatorios y programas asociados. La NASA comparte información con diversas organizaciones nacionales e internacionales, como en el caso del satélite Ibuki de la Agencia Japonesa de Exploración Aeroespacial.

## Antecedentes

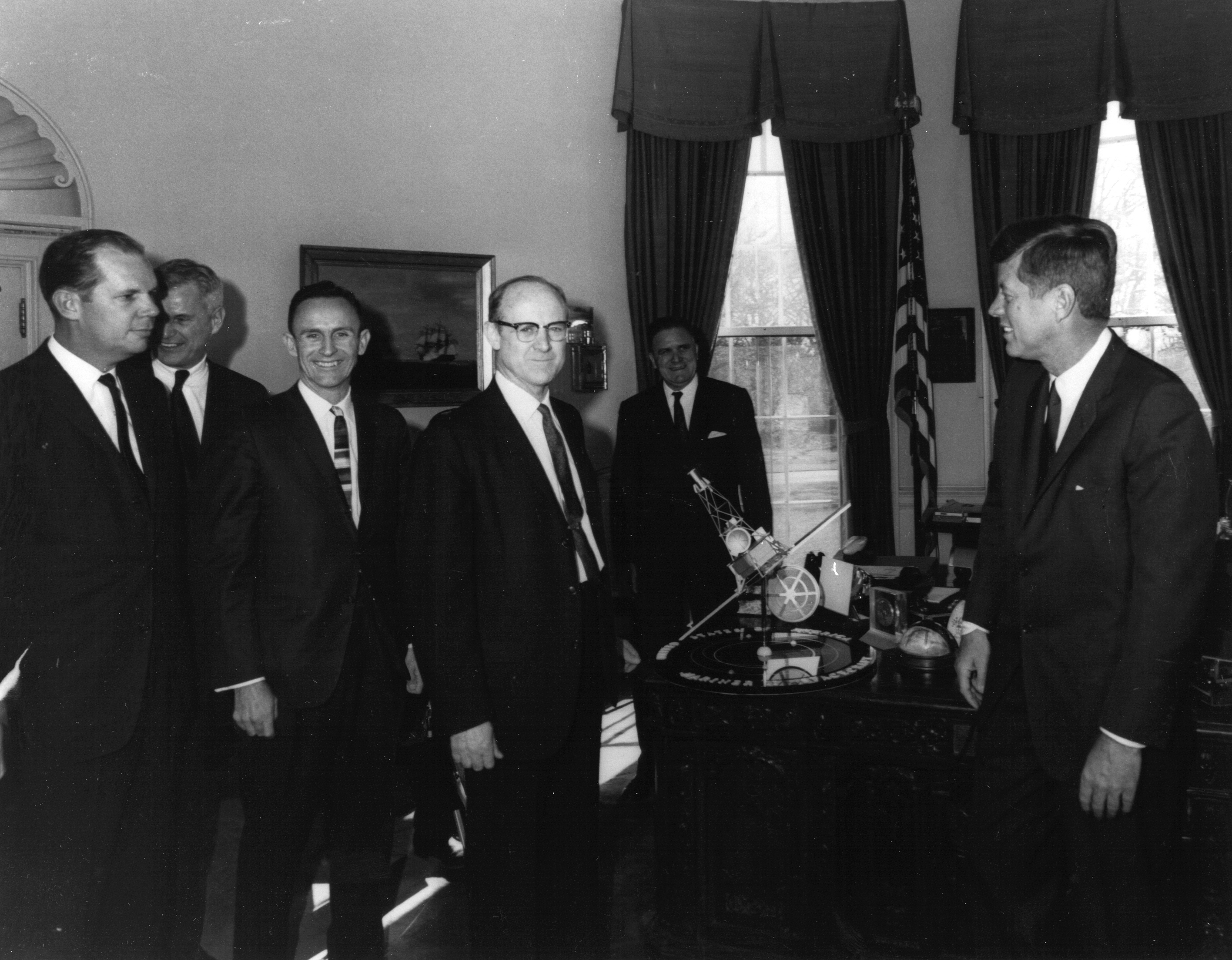
Foto de 1963 que muestra al Dr. William H. Pickering (centro), el director del JPL y el presidente John F. Kennedy (a la derecha). El administrador de la NASA, James Webb, aparece en el fondo, cuando discuten el programa Mariner con un modelo presentado.

Desde 1946, la NACA había venido realizando experimentos con aviones cohete, como el supersónico Bell X-1. A comienzos de la década de 1950, esta tenía como reto el lanzamiento de un satélite artificial por el Año Geofísico Internacional de 1957-1958; reflejo de ello es el esfuerzo que se empleó en el Programa Vanguard. Tras el lanzamiento soviético del primer satélite artificial del mundo (el Sputnik 1) el 4 de octubre de 1957, la atención de los Estados Unidos se volvió hacia sus propios avances todavía incipientes en el espacio. El Congreso de los Estados Unidos, alarmado por la percepción de que habría una amenaza a la seguridad nacional y al liderazgo tecnológico (una reacción denominada Crisis del Sputnik), instó a una acción inmediata, pero el presidente Eisenhower y sus asesores aconsejaron actuar con calma después de deliberar más detenidamente. Esto condujo a un acuerdo sobre la necesidad de formar una nueva agencia federal, basada primordialmente en el NACA, para realizar toda la investigación y actividad no militar en el espacio. Por otro lado, en febrero de 1958 se creó la Agencia de Proyectos de Investigación Avanzados de Defensa (DARPA) para desarrollar tecnología espacial para aplicaciones militares.
El 29 de julio de 1958, Eisenhower firmó la Ley Nacional del Espacio y la Aeronáutica, que creaba la NASA. Cuando esta comenzó sus operaciones el 1 de octubre de ese mismo año, ese día, absorbió por completo al NACA: Sus 8000 empleados, un presupuesto anual de 100 millones de dólares, tres importantes laboratorios (Langley Research Center, Ames Research Center y Glenn Research Center) y dos instalaciones de pruebas más pequeñas. En 1959, el presidente Eisenhower aprobó el sello de la NASA. Algunos elementos de la Army Ballistic Missile Agency y el Laboratorio de Investigación Naval de los Estados Unidos se incorporaron a la nueva agencia espacial. Los primeros esfuerzos de investigación dentro de la Fuerza Aérea de los Estados Unidos, así como muchos de los primeros programas espaciales del DARPA, se transfirieron igualmente a la NASA. En diciembre de 1958, se hizo del control del Laboratorio de Propulsión a Chorro, una instalación contratista operada por el Instituto de Tecnología de California.
La tecnología del programa de cohetes alemán (dirigido por Wernher von Braun, que trabajaba ahora para el Army Ballistic Missile Agency), que había incorporado la tecnología de los primeros trabajos del científico estadounidense Robert Goddard, supuso una contribución significativa para la entrada de la NASA a la carrera espacial con la Unión Soviética.

## Programas de vuelos espaciales

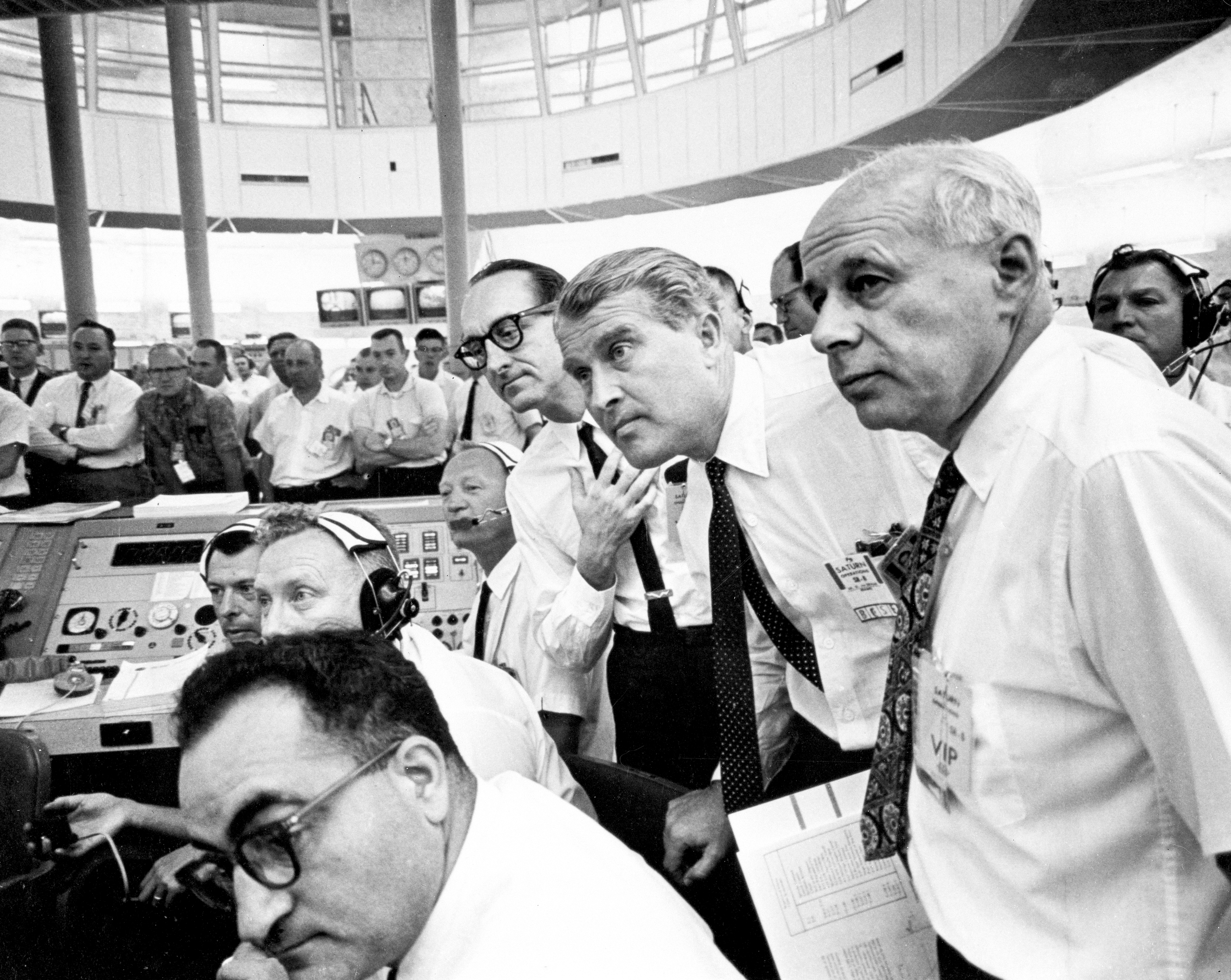
Centro de control el 28 de mayo de 1964, durante el lanzamiento del SA-6. Wernher von Braun está en el centro.

La NASA ha llevado a cabo muchos programas de vuelos espaciales no tripulados y tripulados en toda su historia. Los programas no tripulados lanzaron los primeros satélites artificiales americanos en órbita terrestre para fines científicos y de comunicaciones, y sondas científicas para explorar los planetas del sistema solar, empezando con Venus y Marte, e incluyendo un programa para estudiar los planetas exteriores. Los programas tripulados enviaron los primeros americanos en órbita terrestre baja (OTB) y ganaron la carrera espacial con la Unión Soviética, haciendo alunizar a doce hombres en el satélite terrestre desde 1969 hasta 1972, gracias al programa Apolo; desarrolló un transbordador espacial para OTB semi reutilizable y opera la Estación Espacial Internacional en OTB, en cooperación con otras naciones, incluyendo la Rusia postsoviética. 
Comandos Espaciales

## Misiones tripuladas
Los programas experimentales de aviones cohetes iniciados por el NACA fueron extendidos por la NASA como apoyo para los vuelos espaciales tripulados. A esto le siguió un programa de cápsula espacial para un solo hombre y, a su vez, un programa de cápsula para dos hombres. En 1961, el entonces presidente John F. Kennedy, en respuesta a la pérdida de prestigio nacional y a los temores de seguridad causados por los líderes iniciales en la exploración espacial de la Unión Soviética, propuso el ambicioso objetivo de "poner a un hombre en la Luna a finales de la década [de 1960], y regresarlo sano y salvo a la Tierra". Este objetivo fue alcanzado en 1969 por el programa Apolo, y la NASA planificó actividades aún más ambiciosas como un misión tripulada a Marte. Sin embargo, la reducción de la amenaza percibida y el cambio en las prioridades políticas causaron casi inmediatamente la terminación de la mayoría de estos planes.
La NASA centró su atención a un laboratorio espacial temporal derivado de Apolo y a un transbordador orbital de la Tierra semirreutilizable. En la década de 1990, se aprobó la financiación para que la NASA desarrollara una estación espacial orbital terrestre permanente en cooperación con la comunidad internacional, que incluyó al antiguo rival, la Rusia postsoviética. Hasta la fecha, la NASA ha lanzado un total de 166 misiones espaciales tripuladas en cohetes y trece vuelos de cohetes X-15 por encima de la definición de altitud de vuelo espacial de la USAF, 260.000 pies (80 km).

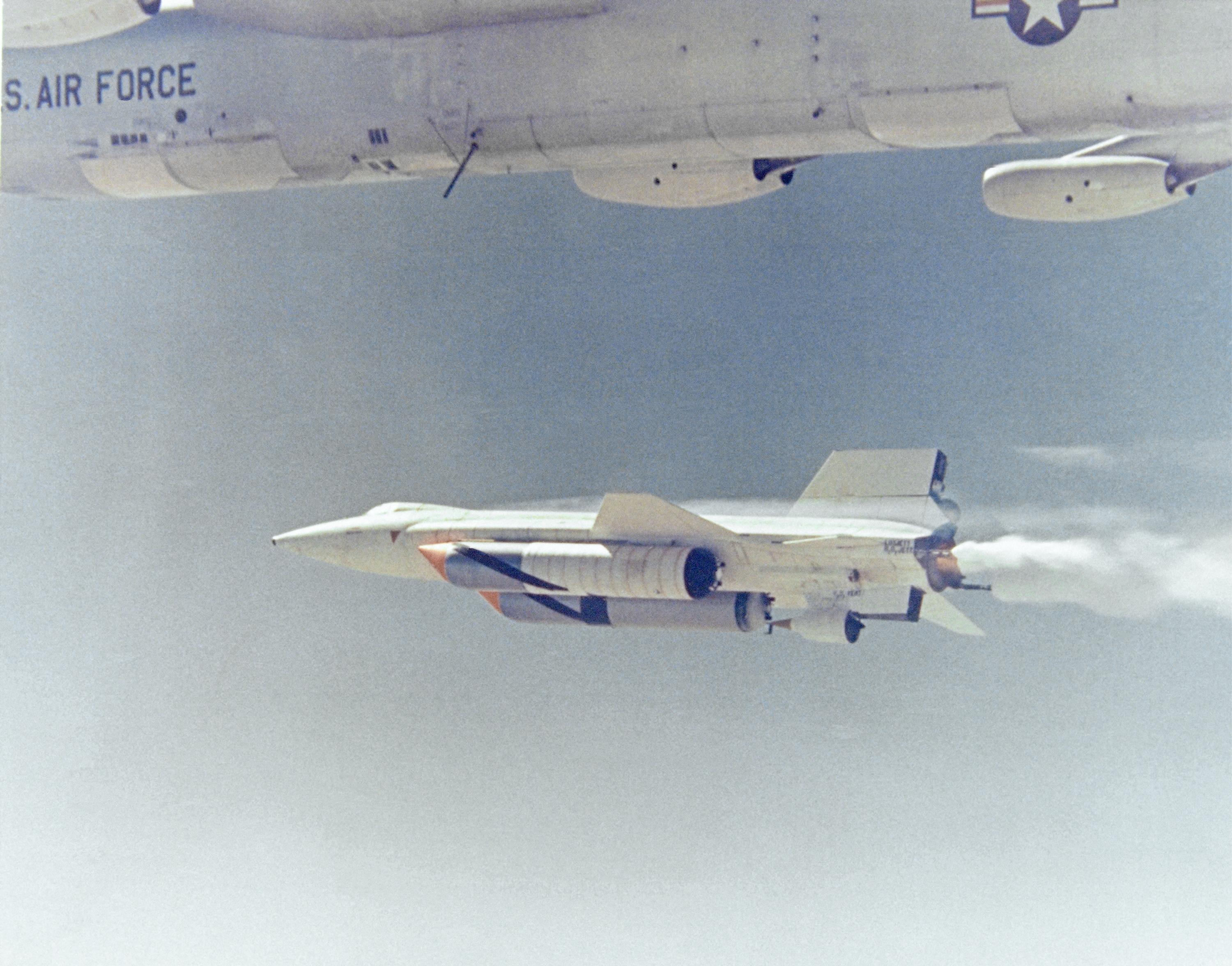
X-15A-2 dejando el B-52, 1967

#### Avión cohete X-15 (1959–1968)

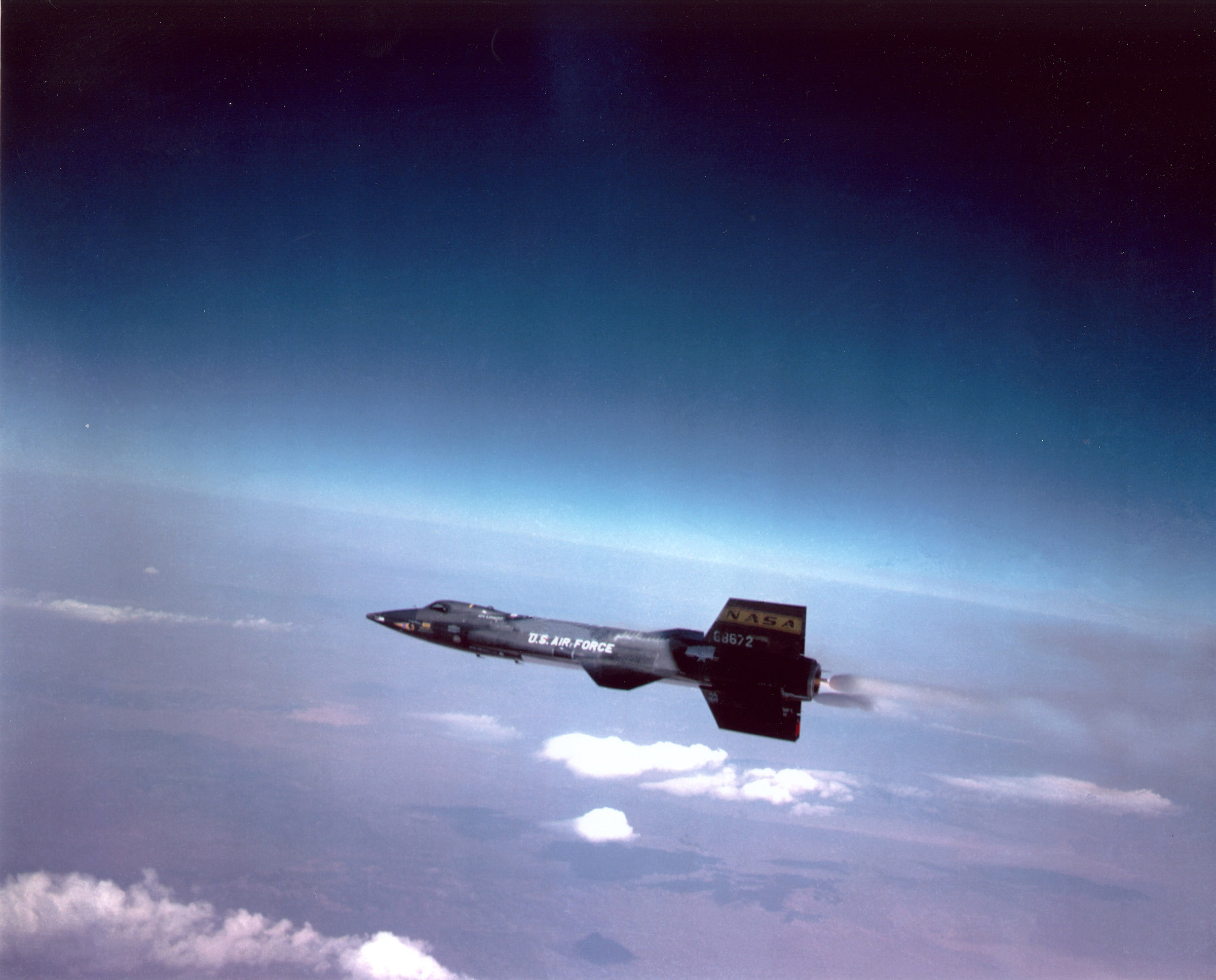
X-15 en vuelo libre

Al XS-1 (Bell X-1) de la NASA le siguieron a otros vehículos experimentales, como el X-15, desarrollado en cooperación con la Fuerza Aérea y la Marina de los Estados Unidos. El diseño contaba con un fuselaje esbelto, con carenados en el lateral que contenían combustible y uno de los primeros sistemas de control computarizados. El 30 de diciembre de 1954 se pidieron propuestas sobre la estructura del avión, y el 4 de febrero de 1955 para el motor de cohete. En noviembre de 1955, el contrato del fuselaje se otorgó a North American Aviation, y en 1956 el contrato de motor XLR30 se concedió a Motors Reaction. Seguidamente, se construyeron tres aviones. El X-15 se lanzó desde el ala de uno de los dos Boeing B-52 Stratofortress de la NASA, NB52A número de cola de 52-003, y NB52B, número de cola 52-008 (conocidos como balls 8). El lanzamiento se realizó a una altitud de unos 45 000 pies (14 km) y a una velocidad de unas 500 millas por hora (805 km/h).
Se seleccionaron doce pilotos para el programa de la Fuerza Aérea, la Armada y la NASA. Entre 1959 y 1968, se realizaron ciento noventa y nueve vuelos, batiendo récords mundiales oficiales de velocidad para aviones a motor tripulados (válidos a partir de 2014), con una velocidad máxima de 4519 millas por hora (7273 km/h). Para el X-15, el récord de altitud fue de 354 200 pies (107,96 km). Ocho de los pilotos fueron premiados con el United States Astrounaut Badge, división de la Fuerza Aérea por volar por encima de 260 000 pies (80 km), y dos vuelos de Joseph A. Walker superaron los 100 kilómetros (330 000 pies), calificados como vuelos espaciales de acuerdo con la Federación Aeronáutica Internacional. El programa X-15 empleaba técnicas mecánicas usadas en los programas posteriores de vuelos espaciales tripulados, incluyendo jets con sistema de control de reacción para controlar la orientación de una nave espacial, trajes espaciales presurizados y definición para el horizonte de navegación. Los datos de reentrada y aterrizaje recogidos resultaron valiosos para el diseño por la NASA de la lanzadera espacial.

#### Programa Mercury (1959-1963)
Poco después del comienzo de la carrera espacial, el primer objetivo fue llevar a una persona a la órbita terrestre, tan pronto como fuera posible. Por lo tanto, se vio favorecida la nave espacial más simple que podría lanzarse por los cohetes existentes. El programa Man in Space Soonest (Hombre en el espacio lo más pronto posible) de la Fuerza Aérea estadounidense estudió muchos diseños de naves espaciales tripuladas, que iban desde aviones cohetes, como el X-15, a pequeñas cápsulas espaciales balísticas. En 1958, los conceptos de avión espacial fueron eliminados en favor de la cápsula balística.
Cuando se creó la NASA en ese mismo año, el programa de la Fuerza Aérea fue transferido a ella y pasó a llamarse Programa Mercury. Los primeros siete astronautas fueron seleccionados entre los candidatos de las pruebas de programas piloto de la Marina, Marina de Guerra y Fuerza Aérea. El 5 de mayo de 1961, el astronauta Alan Shepard fue el primer americano en el espacio a bordo de Freedom 7, lanzado por un cohete Mercury-Redstone en un vuelo balístico (suborbital) de 15 minutos. El 20 de febrero de 1962, John Glenn se convirtió en el primer estadounidense en ser puesto en órbita por un vehículo de lanzamiento Atlas, a bordo de la cápsula Friendship 7. Glenn completó tres órbitas, después de la cual se realizaron otros tres vuelos orbitales, culminando con 22 vuelos orbitales de L. Gordon Cooper, a bordo del Mercury Atlas 9, desde el 15 hasta el 16 de mayo de 1963.
La Unión Soviética (URSS) compitió con su propia nave espacial de un solo piloto, el Vostok 1. Vencieron a Estados Unidos en el primer hombre en el espacio, con el lanzamiento del cosmonauta Yuri Gagarin en una sola órbita de la Tierra a bordo del Vostok 1 en abril de 1961, un mes antes del vuelo de Shepard. En agosto de 1962, consiguieron un récord de vuelo de casi cuatro días con Andrián Nikoláyev a bordo del Vostok 3, y también efectuaron una misión concurrente, Vostok 4, llevando a Pavel Popovich.

#### Programa Gemini (1961-1966)

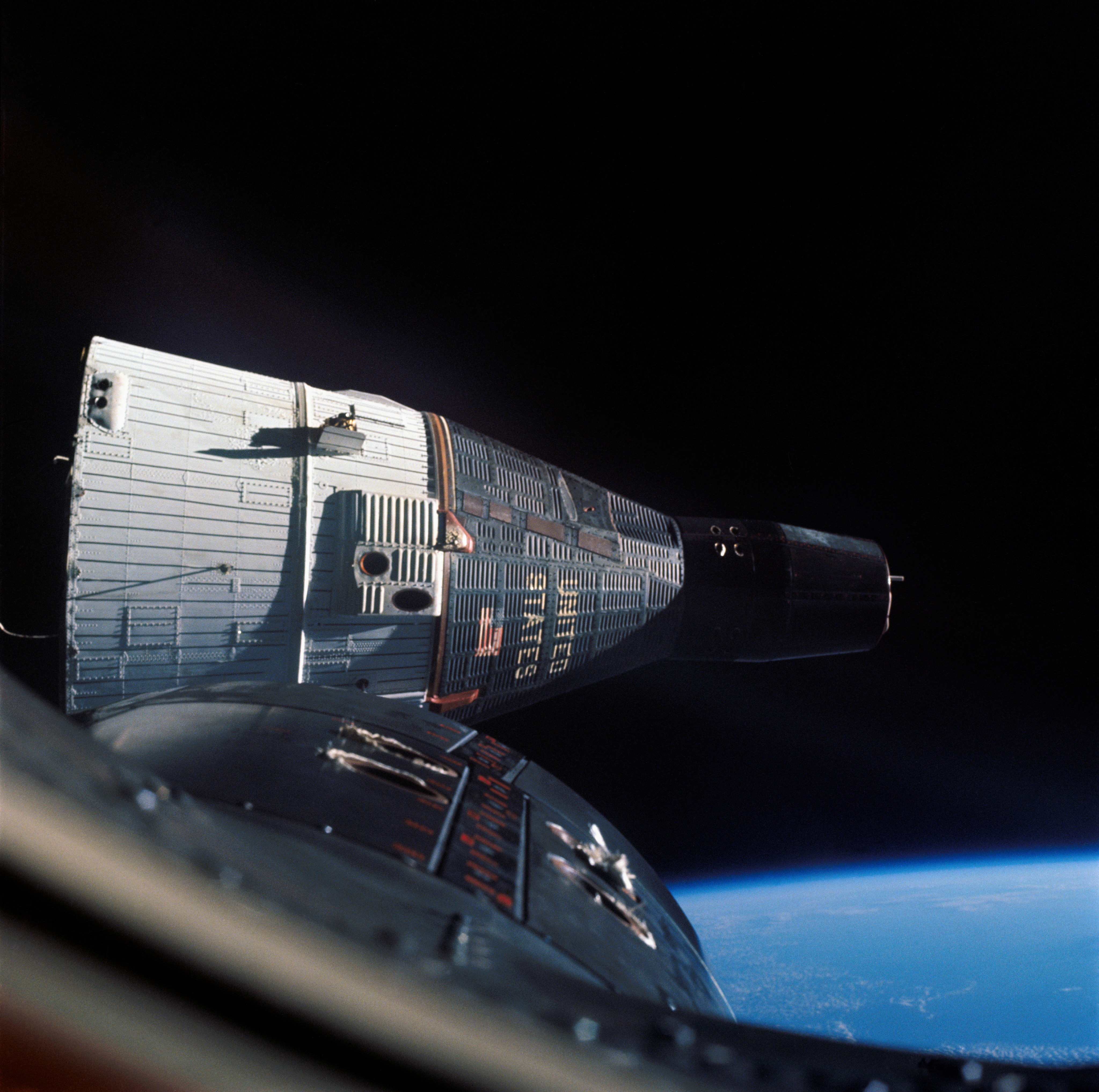
Primer encuentro espacial entre dos naves, logrado por la Gemini 6 y la 7

Basado en estudios para extender las capacidades de la nave espacial Mercury a vuelos de larga duración, desarrollando técnicas de encuentro espacial o rendezvous, y aterrizaje de precisión a la Tierra, el Proyecto Gemini se inició en 1962 como un programa de dos hombres para superar la ventaja de los soviéticos y apoyar al programa de aterrizaje lunar tripulado Apolo añadiendo actividad extravehicular (EVA) y el encuentro y acoplamiento con sus objetivos. El primer vuelo tripulado Gemini, Gemini 3, fue volado por Gus Grissom y John Young, el 23 de marzo de 1965. Nueve misiones siguieron en 1965 y 1966, demostrando una misión de resistencia de casi catorce días de rendezvous, acoplamiento, y EVA práctico, reuniendo datos médicos sobre los efectos de la ingravidez en los seres humanos.
Bajo la dirección del presidente del consejo de ministros Nikita Jruschov, la Unión Soviética competía con Gemini convirtiendo su nave espacial Vostok en una Vosjod de dos o tres hombres. Tuvieron éxito en el lanzamiento de dos vuelos tripulados antes del del Gemini, logrando uno de tres cosmonautas en 1963 y la primera EVA en 1964. Después de esto, el programa fue cancelado, y Gemini se puso al día mientras el diseñador de naves espaciales Serguéi Koroliov desarrollaba la nave espacial Soyuz, su respuesta a Apolo.

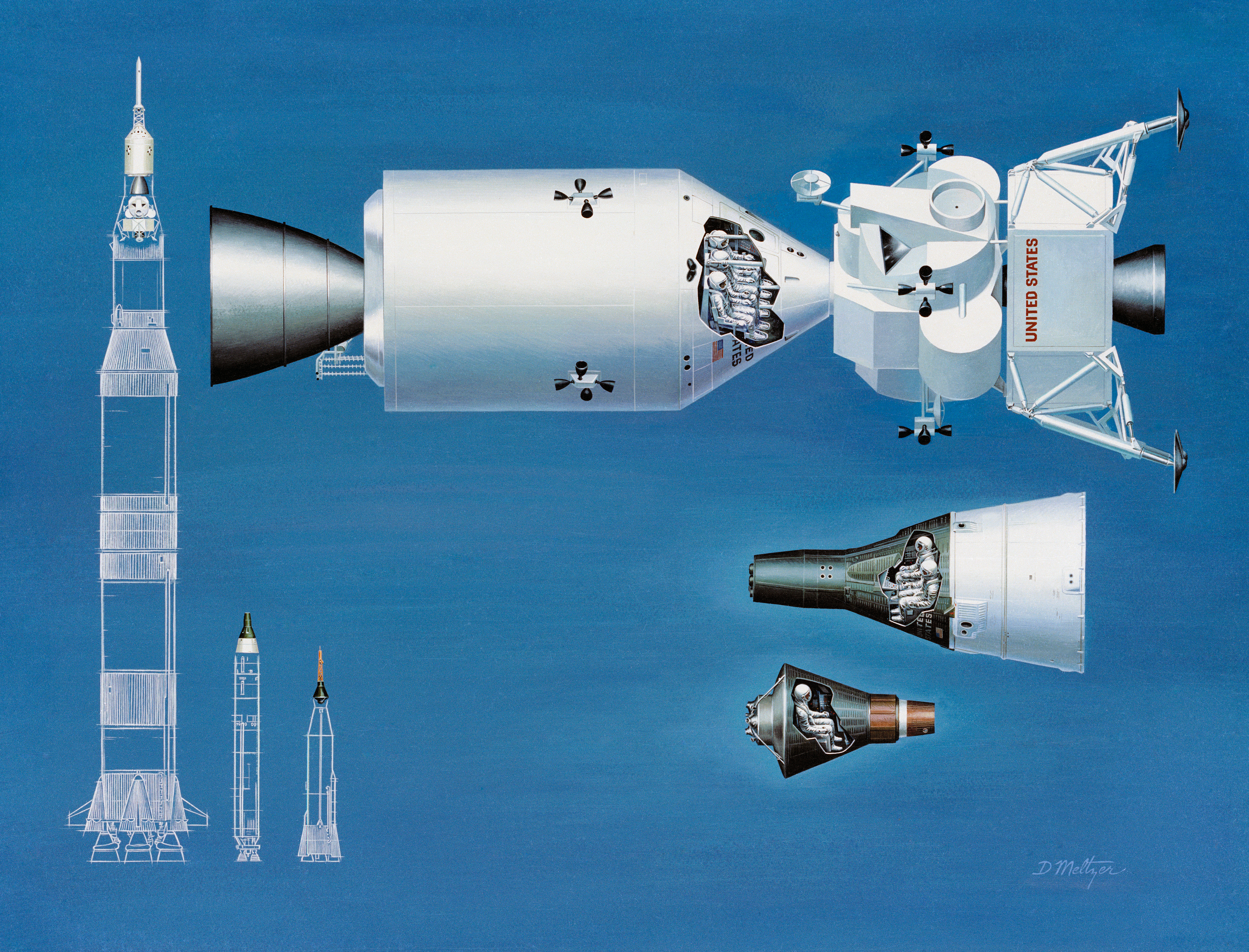
Comparación de naves espaciales y cohetes incluyendo el Apolo (el más grande), Géminis y Mercurio. Los cohetes Saturno IB y el Mercury-Redstone se quedan fuera.

#### Programa Apolo (1961-1972)
El Programa Apolo fue uno de los proyectos científicos estadounidenses más costosos de la historia. Se estima que tuvo un coste de 200 000 millones de dólares de hoy en día. Se emplearon los cohetes Saturno como lanzaderas, que eran mucho más grandes que los que se construyeron para programas anteriores. La nave también era mayor; tenía dos partes principales, el mando combinado y módulo de servicio (CSM, por sus siglas en inglés) y el módulo de alunizaje (LM). El LM se iba a quedar en la Luna y solo el módulo de mando (CM) que contenía a los astronautas regresaría finalmente a la Tierra.

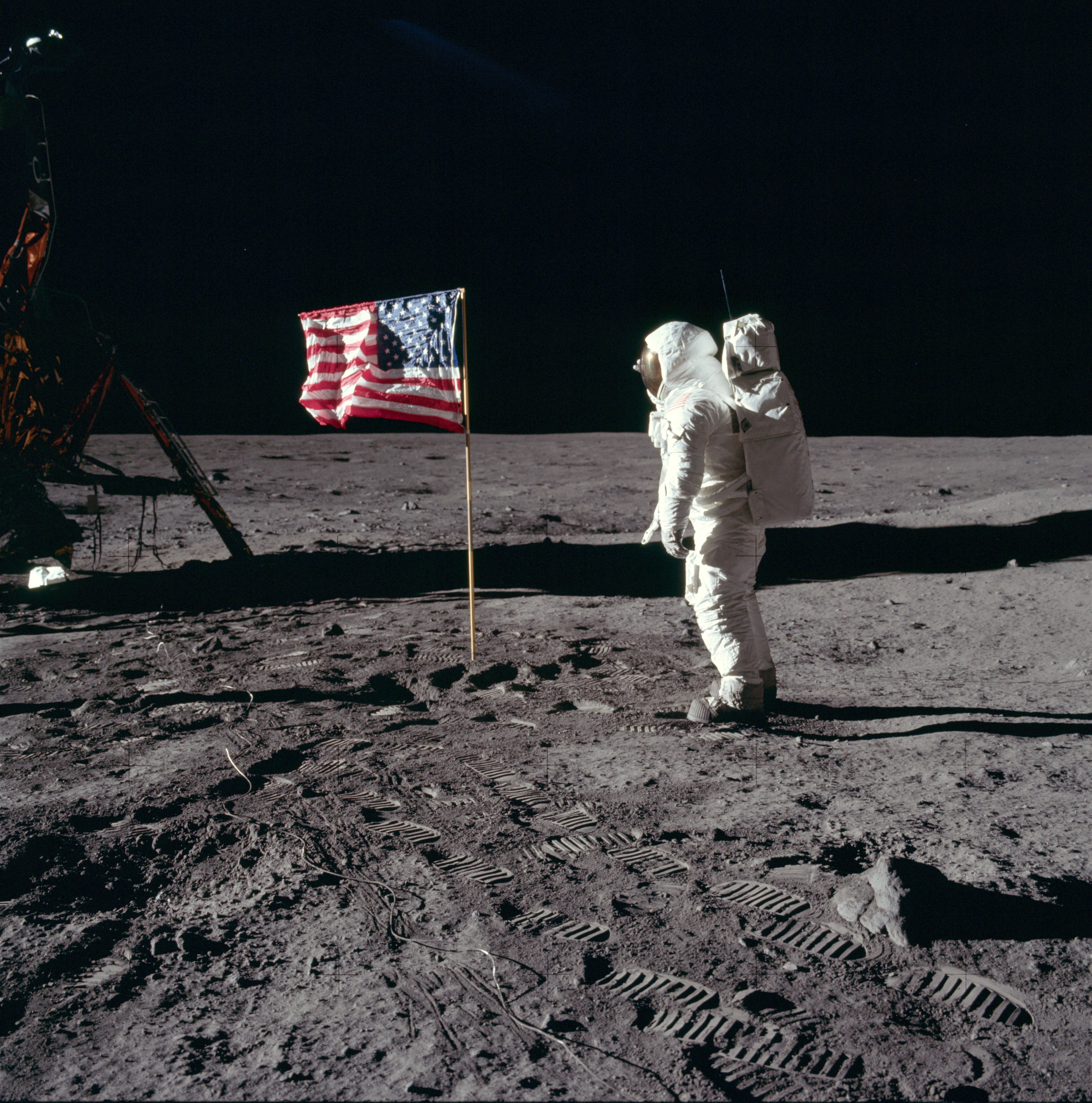
Buzz Aldrin en la Luna, en 1969

La segunda misión tripulada, el Apolo 8, llevó por primera vez a los astronautas en un vuelo alrededor de la Luna en diciembre de 1968. Poco antes, los soviéticos habían enviado una nave no tripulada alrededor del satélite. En las dos misiones siguientes se practicaron las maniobras de acoplamiento necesarias para alunizar, para producirse este finalmente en julio de 1969, con la misión del Apolo 11. En 1961 el presidente Kennedy había presentado el Programa Apolo, estableciendo la fecha límite para llegar a la Luna a finales de esa década, lo que finalmente se cumplió por un estrecho margen.
La primera persona en poner un pie en la Luna fue Neil Armstrong, seguido por Buzz Aldrin, mientras Michael Collins orbitaba sobre ellos. Otras cinco misiones posteriores del programa Apolo también llevaron astronautas a la superficie lunar, la última de ellas en diciembre de 1972, lo que en conjunto supusieron llevar a doce hombres al satélite.
Estas misiones proporcionaron valiosa información científica y 381,7 kg de muestras lunares. Los experimentos llevados a cabo versaron sobre mecánica de suelos, meteoroides, sismología, transferencia de calor, reflejos de haz de láser, campo magnético y viento solar. El alunizaje marcó el fin de la carrera espacial y dejó la famosa frase de Armstrong sobre la humanidad cuando pisó la superficie del satélite por primera vez.

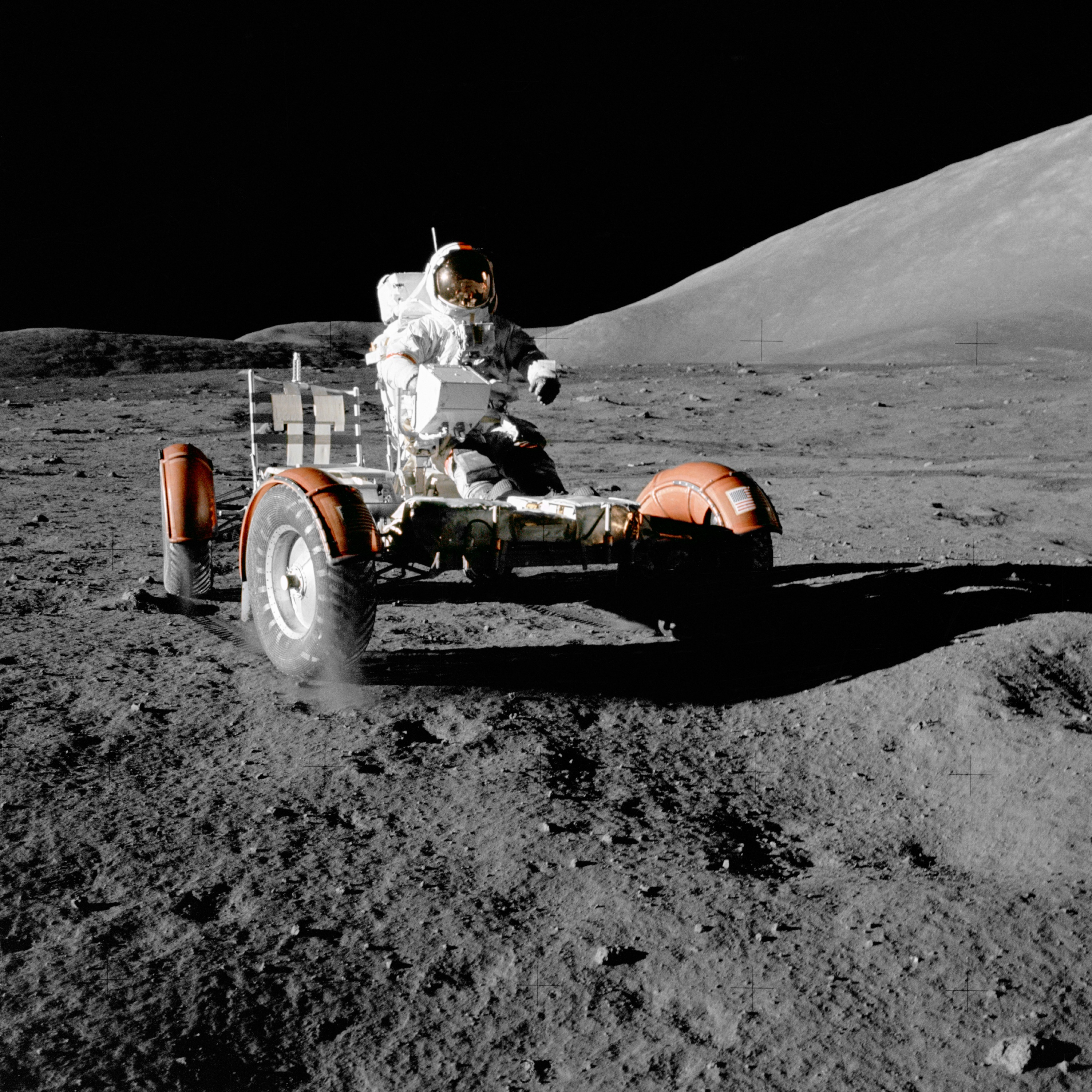
Vehículo roving lunar del Apolo 17, 1972

El programa Apolo logró importantes hitos en los vuelos espaciales. Permanece como el único que ha enviado misiones tripuladas más allá de la órbita baja terrestre y que ha posado alguna persona en otro cuerpo celeste. El Apolo 8 fue la primera aeronave tripulada en orbitar otro cuerpo celeste; por su parte, el Apolo 17 supuso el último camino por la Luna y la última misión tripulada más allá de la órbita baja terrestre. El programa estimuló avances en muchas áreas de la tecnología periféricas a la cohetería y los vuelos con tripulación, que incluyen la aviónica, las telecomunicaciones y las computadoras. El Apolo precipitó el interés en muchos campos de la ingeniería y dejó como legado abundantes instalaciones físicas y maquinaria que se habían desarrollado para el programa. Muchos objetos y artefactos de este se exhiben en diversas localizaciones por todo el mundo, entre las que destaca el Museo Smithsonian del Aire y del Espacio.

#### Skylab (1965-1979)

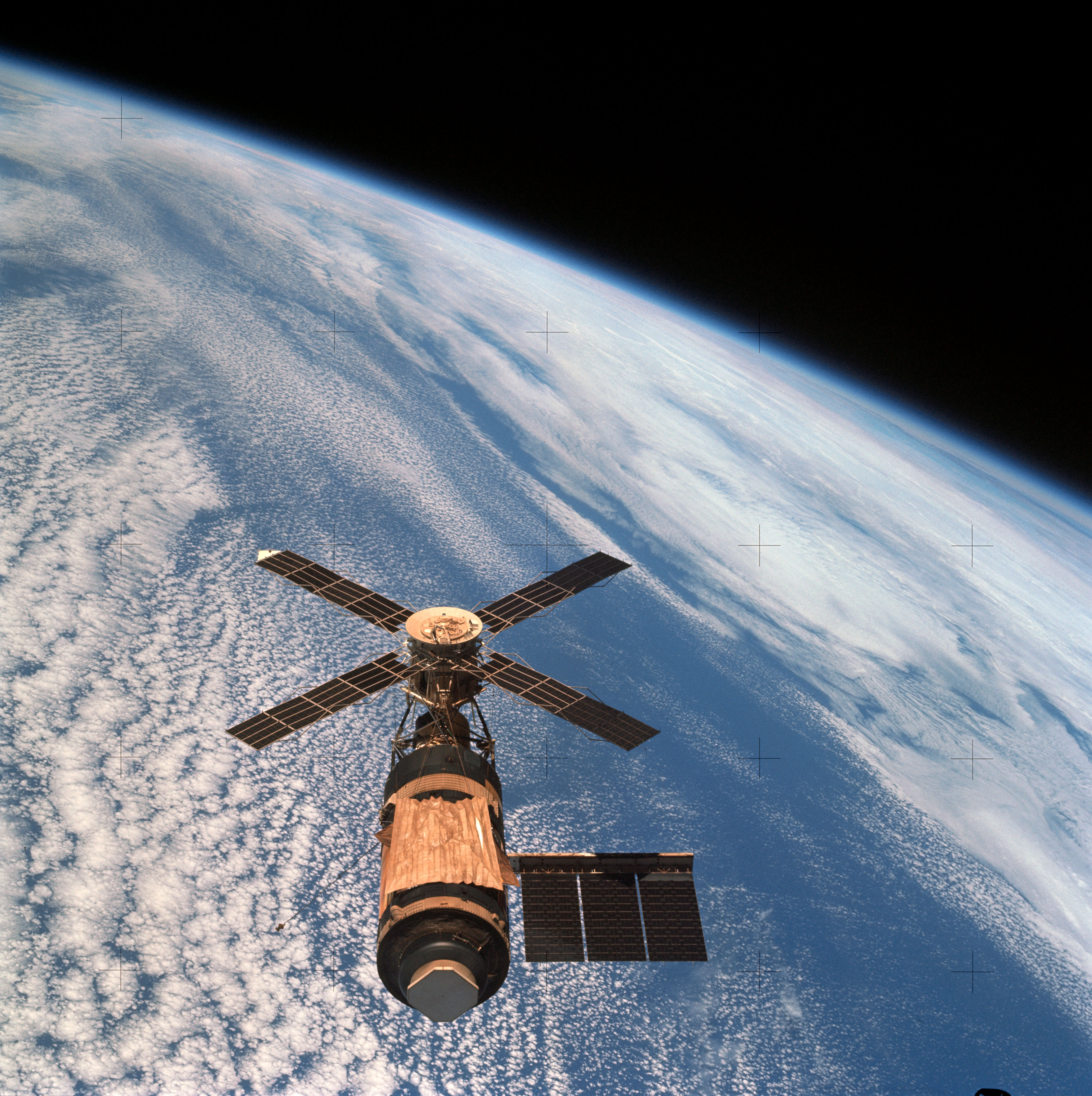
Estación espacial Skylab en 1974

La Skylab fue la primera estación espacial estadounidense y la única que ha construido independientemente. Concebida en 1965 como un taller que se construiría en el espacio a partir de la etapa superior de un agotado Saturno IB, la estación de 77 000 kg se fabricó en la Tierra y fue lanzada el 14 de mayo de 1973 sobre las dos primeras plataformas de un Saturno V hacia una órbita de 435 km e inclinada 50° respecto al ecuador. Dañada durante su lanzamiento por la pérdida de su protección térmica y de un panel solar generador de electricidad, fue reparada por su primera tripulación. Estuvo ocupada durante un total de 171 días por tres sucesivas tripulaciones en 1973 y 1974. Incluía un laboratorio para el estudio de los efectos de la microgravedad y un observatorio solar. La NASA planeó acoplarle un transbordador espacial y elevar la estación hacia una altitud más segura, pero el transbordador no estuvo listo para volar antes de la reentrada de la Skylab el 11 de julio de 1979.
Para ahorrar costes, la agencia utilizó para su lanzamiento uno de los cohetes Saturno V que estaban destinados originalmente para una misión Apolo que se había cancelado. Las aeronaves Apolo se emplearon para transportar astronautas hacia y desde la Skylab. Tres tripulaciones de tres hombres permanecieron a bordo de la estación por períodos de 28, 59 y 84 días. La estación contaba con 320 m³ habitables, un espacio 30,7 veces mayor que el Módulo de Mando y Servicio de Apolo.

#### Proyecto de pruebas Apolo-Soyuz (1972-1975)

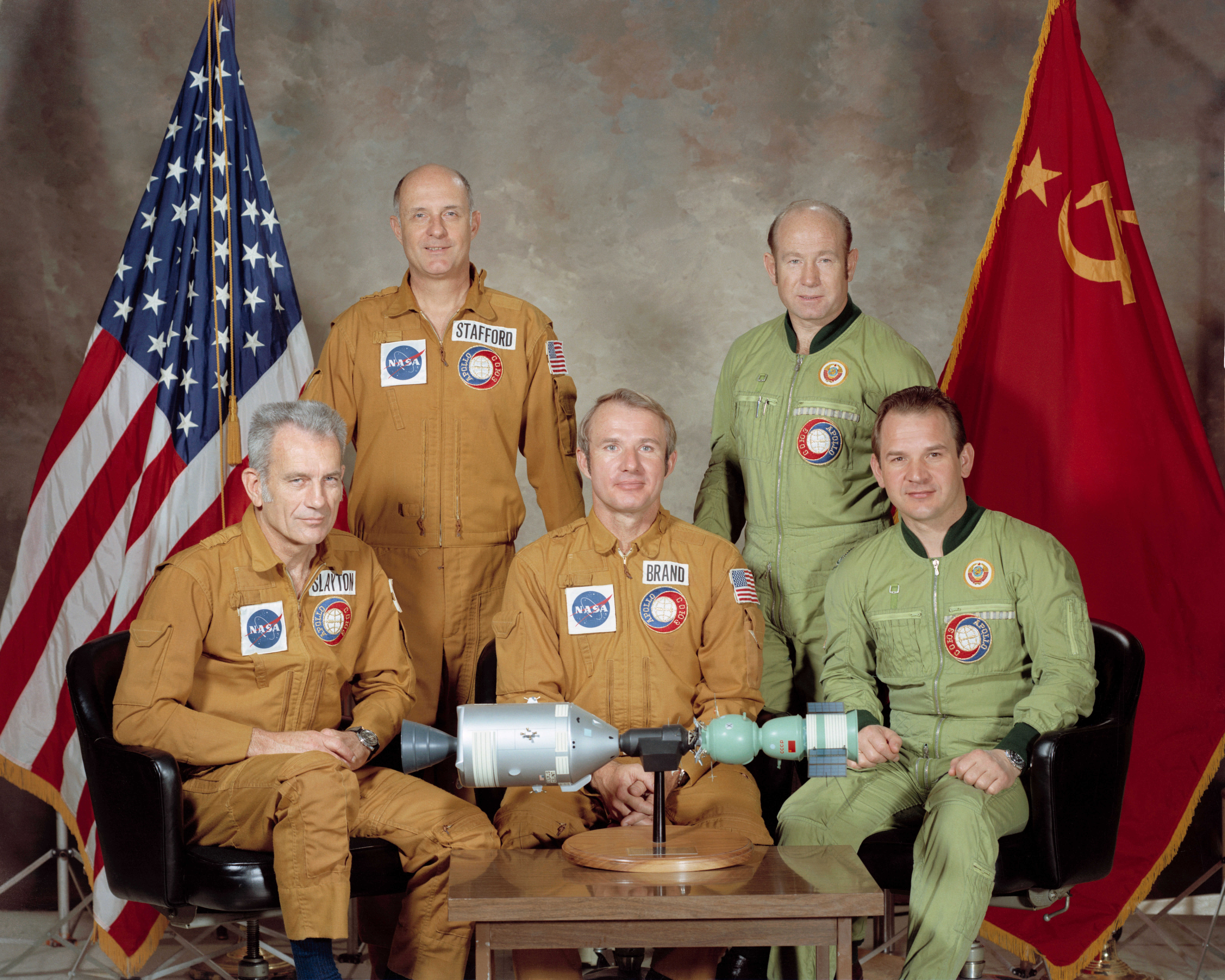
Tripulaciones del Apolo-Soyuz con modelos de nave, en 1975

El 24 de mayo de 1972, el presidente estadounidense Richard Nixon y el primer ministro soviético Alexei Kosygin acordaron una misión tripulada conjunta al espacio y declararon su propósito de que todas las futuras aeronaves tripuladas internacionales tuvieran la capacidad de acoplarse unas a otras. Esto autorizó el proyecto de pruebas Apolo-Soyuz (ASTP, por sus siglas en inglés), que implicaba el rendezvous y acoplamiento en la órbita terrestre de un módulo de mando y servicio del Apolo con una nave Soyuz. La misión tuvo lugar en julio de 1975 y supuso el último vuelo espacial tripulado estadounidense hasta el primer vuelo orbital del Transbordador Espacial, en abril de 1981.
La misión incluía experimentos científicos tanto conjuntos como separados y aportó experiencia ingenieril para futuros vuelos espaciales soviético-estadounidenses, como el programa Mir-Transbordador y la Estación Espacial Internacional.

#### Programa del transbordador espacial (1972-2011)
El transbordador espacial se convirtió en el principal objetivo de la NASA durante finales de los años 70 y los 80. Diseñado para ser un vehículo que pudiera ser lanzado y reutilizado frecuentemente, para 1985 se habían construido cuatro transbordadores espaciales orbitales. El primero en lanzarse fue el Columbia, el 12 de abril de 1981, en el vigésimo aniversario del primer vuelo espacial de Yuri Gagarin.
Sus componentes principales eran un avión espacial orbital con un tanque de combustible externo y dos cohetes de lanzamiento de combustible sólido en su lado. El tanque externo, que era más grande que la propia nave, fue el único componente que no se reutilizó. El transbordador podía orbitar a altitudes de entre 185 y 643 km y llevar una carga útil de un máximo de 24 400 kg (a órbita baja). Las misiones podían durar entre cinco y diecisiete días y las tripulaciones podían constar de dos a ocho miembros.
En 20 misiones, de 1983 a 1998, el Transbordador Espacial transportó el Spacelab, un laboratorio espacial diseñado en cooperación con la ESA. Este no estaba diseñado para el vuelo orbital independiente, pero permaneció en el compartimento de carga del Transbordador mientras los astronautas entraban y salían de él por una esclusa de aire. Otra famosa serie de misiones fue el lanzamiento y posterior reparación exitosa del telescopio espacial Hubble en 1990 y 1993.
En 1995, se reanudó la cooperación ruso-estadounidense con las misiones del Programa Shuttle–Mir (1995-1998). Una vez más, un vehículo estadounidense se acopló con una nave rusa, en esta ocasión una estación espacial en toda regla. Esta cooperación continuó con la construcción de la mayor estación espacial, la Estación Espacial Internacional (EEI), con estas potencias como los principales socios del proyecto. La fuerza de su colaboración en este proyecto fue incluso más evidente cuando la NASA comenzó a confiar en vehículos de lanzamiento rusos para abastecer la EEI durante la permanencia en tierra de la flota de transbordadores en los dos años que siguieron al desastre del Columbia en 2003.
La flota de transbordadores perdió dos orbitales y catorce astronautas en dos desastres: el del Challenger, en 1986, y el del Columbia, en 2003. Si bien la pérdida de 1986 se mitigó con la construcción del Endeavour con piezas de recambio, la NASA no fabricó otro orbital para reemplazar la segunda pérdida. El Programa del Transbordador Espacial de la NASA había completado 135 misiones cuando este terminó con el aterrizaje exitoso del Atlantis en el Centro Espacial Kennedy el 21 de julio de 2011. El programa se extendió por treinta años con más de trescientos astronautas enviados al espacio.

#### Estación Espacial Internacional (1993-presente)

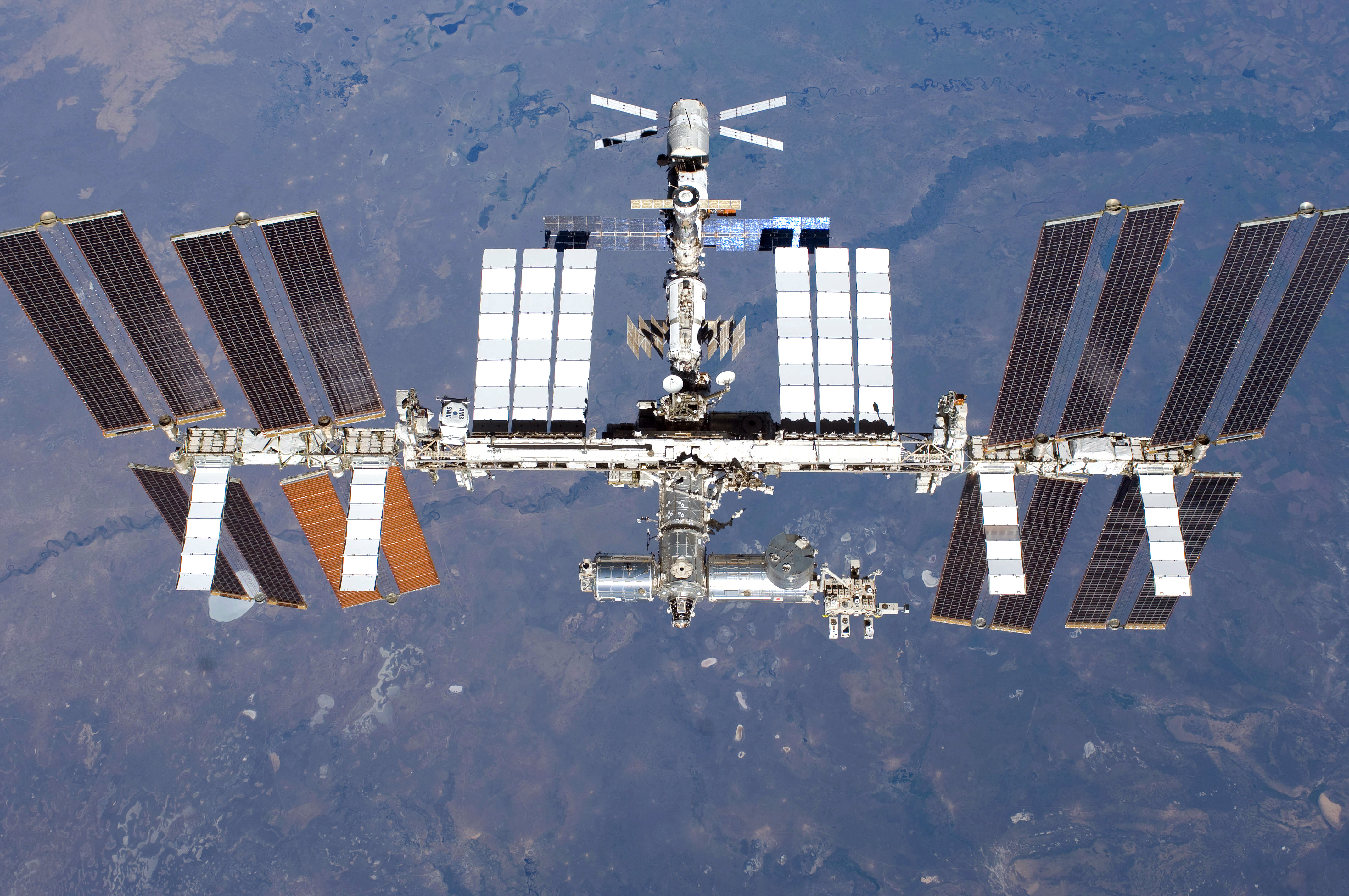
La Estación Espacial Internacional

La Estación Espacial Internacional (EEI) combina el laboratorio japonés Kibo con tres proyectos: el Mir-2 ruso-soviético, la estación espacial Freedom y el laboratorio Columbus europeo. Inicialmente, en la década de 1980 la NASA había previsto desarrollar Freedom de manera independiente, pero las limitaciones presupuestarias de Estados Unidos dio lugar, en 1993, a la fusión de estos proyectos en un único programa multinacional, gestionado por la NASA, la Agencia Espacial Federal Rusa (RKA), la Agencia de Exploración Aeroespacial de Japón (JAXA), la Agencia Espacial Europea (ESA) y la Agencia Espacial Canadiense (CSA). La estación consta de módulos presurizados, una estructura de armazón integrada, paneles solares y otros componentes, que fueron lanzados por los cohetes rusos Protón y Soyuz y los transbordadores espaciales estadounidenses. En la actualidad se encuentra ensamblándose en la órbita baja terrestre. El montaje en órbita comenzó en 1998, finalizándose el Segmento Orbital Estadounidense en 2011 y en la actualidad se desarrolla parte del Segmento Orbital Ruso. La propiedad y el uso de la estación espacial se establece en los tratados y acuerdos intergubernamentales que dividen a la estación en dos zonas y le permiten a Rusia retener la propiedad total del segmento orbital ruso (exceptuando Zaryá), con el Segmento orbital Estadounidense asignado entre los otros socios internacionales.

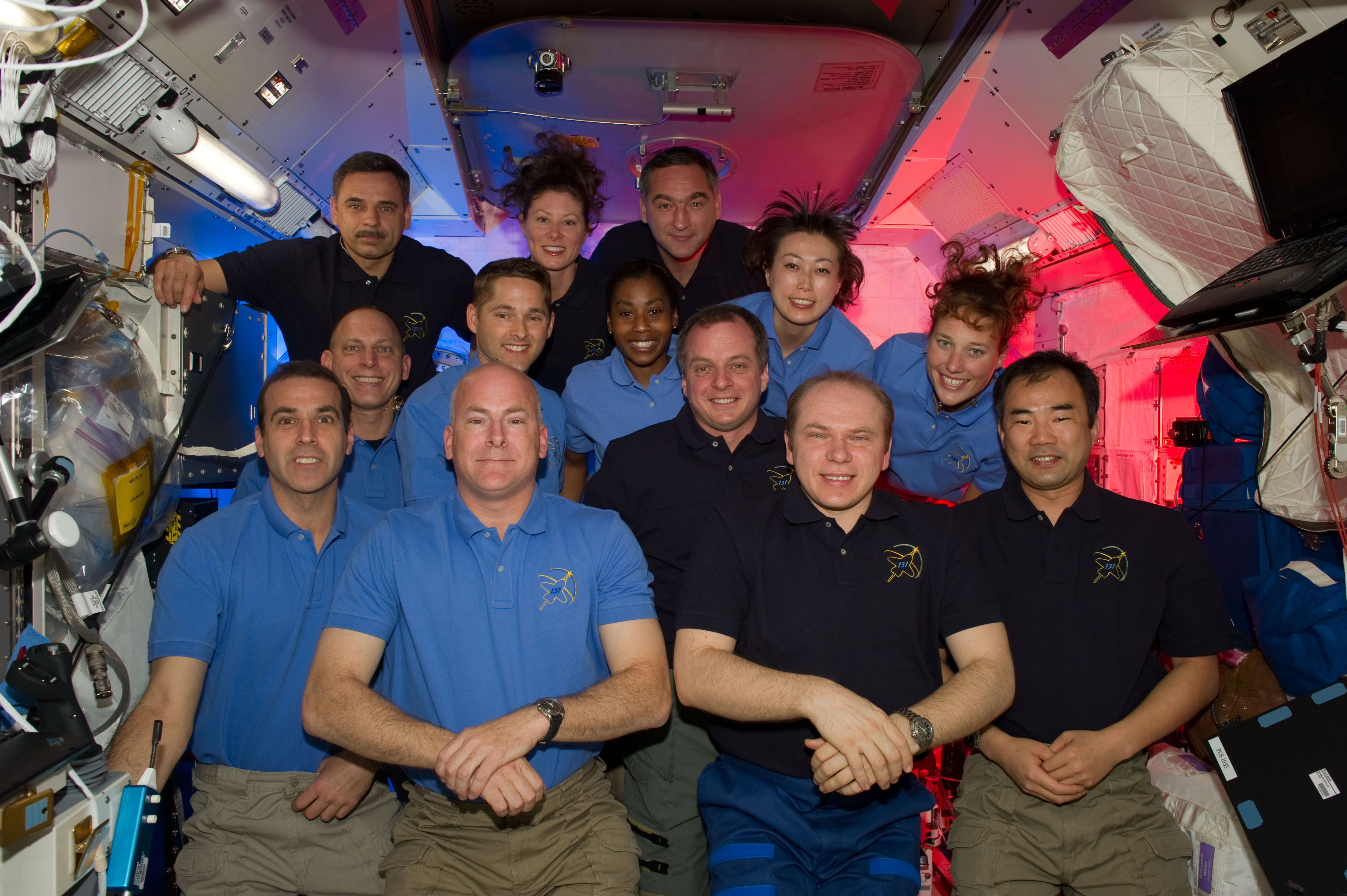
Los miembros de la tripulación de la misión STS-131 (azul claro) y de la Expedición 23 (azul oscuro) en abril de 2010

Las misiones larga duración a la EEI se denominan ISS Expeditions (Expediciones de la EEI). Los tripulantes de la Expedición suelen pasar seis meses aproximadamente a bordo de la EEI. La tripulación expedicionaria inicial constaba de tres miembros, aunque se quedó en dos tras el desastre del Columbia en 2003 y aumentó a seis después de mayo de 2009. finalmente el tamaño de la tripulación se incrementó a siete, el número de tripulantes para la que fue diseñada la Estación Espacial Internacional, una vez que el Programa Personal Comercial, COTS entró en funcionamiento en 2020 con los vuelos de las naves Dragon 2 La EEI se ha ocupado de forma continua durante los últimos 13 años y 106 días, después de haber superado el récord anterior en poder de la Mir; y ha sido visitado por astronautas y cosmonautas de 15 países diferentes. La estación puede ser vista desde la Tierra a simple vista y, a partir de 2013, es el mayor satélite artificial de la Tierra en órbita con una masa y volumen mayores que el de cualquier estación espacial anterior. La estación se aprovisiona mediante naves Soyuz, las que permanecen acopladas durante misiones de medio año y luego son regresadas a la Tierra. Varias naves espaciales sin tripulación prestan o han prestado servicios de carga a la EEI, que son: la nave espacial rusa Progress que lo ha hecho desde 2000, el vehículo de transferencia automatizado (ATV), entre 2008 y 2014, el vehículo de transferencia H-II (HTV) japonés, entre 2009 y 2020, la nave espacial Dragon desde 2012 y la nave espacial Cygnus desde 2013. El transbordador espacial, antes de su retirada, se utilizó para la transferencia de la carga y frecuentemente cambia a los miembros de la tripulación de la expedición, a pesar de que no tenía la capacidad de permanecer atracado durante la duración de su estancia. Hasta que no esté lista otra nave espacial tripulada estadounidense, los miembros de la tripulación viajan hacia y desde la Estación Espacial Internacional exclusivamente a bordo de la Soyuz. El mayor número de personas que ocupan la EEI ha sido de trece astronautas, esto ocurrió tres veces durante la década de misiones de ensamblaje de traslado de la EEI. Está previsto que el programa de la EEI continúe al menos hasta 2020, pero podría extenderse hasta 2028 y posiblemente más allá.

##### Servicios comerciales de abastecimiento (2006-presente)
El desarrollo de los vehículos de servicios comerciales de abastecimiento (CRS por sus siglas en inglés) comenzaron en 2006 con el propósito de crear vehículos comerciales de carga estadounidenses no tripulados para abastecer la EEI. El desarrollo de estos vehículos se encontraba bajo un programa con precios fijados por objetivo, que consistía en que cada compañía que conseguía una adjudicación financiada había recibido una lista de objetivos con un valor en dólares ligado a ellos que no obtendrían hasta después de la consecución del objetivo fijado. A las compañías privadas también se les exigía recaudar una cantidad sin especificar de inversión privada para su propósito.
El 23 de diciembre de 2008, la NASA adjudicó contratos de servicios comerciales de reaprovisionamiento a SpaceX y Orbital Sciences Corporation. SpaceX usará su cohete Falcon 9 y su nave SpaceX Dragon. Orbital Sciences usará su cohete Antares y su nave Cygnus. La primera misión de reaprovisionamiento de Dragón tuvo lugar en mayo de 2012, mientras que la primera de Cygnus despegó el 18 de septiembre de 2013. El programa CRS cubre ahora todas las necesidades de cargamento estadounidense para la EEI, salvo por unos pocos cargamentos con vehículos específicos enviados con el AVT europeo y el HTV japonés.

##### Programa de tripulación comercial (2010)
El programa Commercial Crew Development (CCDev) se inició en 2010 con el propósito de crear una nave espacial estadounidense tripulada y operada comercialmente capaz de llevar al menos cuatro miembros de una tripulación a la EEI, permaneciendo acoplada durante 180 días y trayéndolos después de vuelta a la Tierra. Como el COTS, el CCDev se basa también en unos precios fijados por objetivo para el desarrollo del programa, que requiere de igual manera de cierta inversión privada.
En 2010, la NASA anunció los ganadores de la primera fase del programa y se dividieron un total de 50 millones de dólares entre cinco compañías estadounidenses para fomentar la investigación y desarrollo de conceptos sobre vuelos espaciales humanos y tecnologías en el sector privado. En 2011 se dieron a conocer los ganadores de la segunda fase y se repartieron 270 millones entre cuatro compañías. En 2012, se conocieron los adjudicatarios de la tercera fase, a los que la NASA proveyó con 1100 millones de dólares, divisibles entre tres compañías para desarrollar sus sistemas de transporte de tripulación. Se prevé que esta fase del programa se extienda desde el 3 de junio de 2012 hasta el 31 de mayo de 2014. Los ganadores de esta última ronda fueron la nave Dragon de SpaceX, que se planea lanzar con un Falcon 9; la CST-100 Starliner de Boeing, que se lanzaría en un Atlas V; y la Dream Chaser de Sierra Nevada Corporation, lanzada desde un Atlas V. La agencia quiere tener dos vehículos de tripulación comercial en servicio, que se espera puedan estar en funcionamiento a finales del año 2018.[actualizar] 

Dragón V2 acoplándose a la EEIDragón V2 acoplándose a la EEI
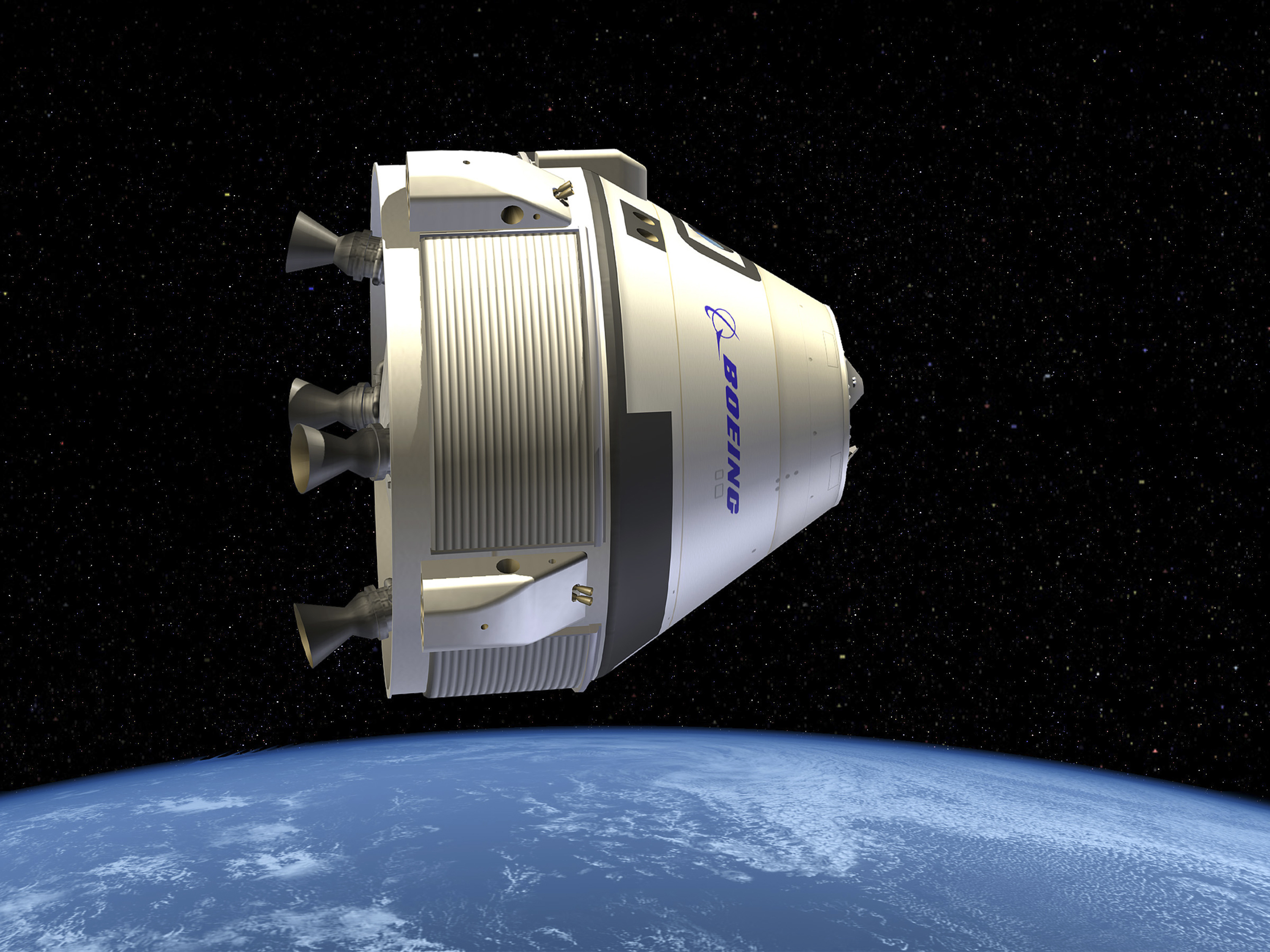
Modelado por ordenador del CST-100 en órbita

#### Más allá del programa de órbita terrestre baja (2010)

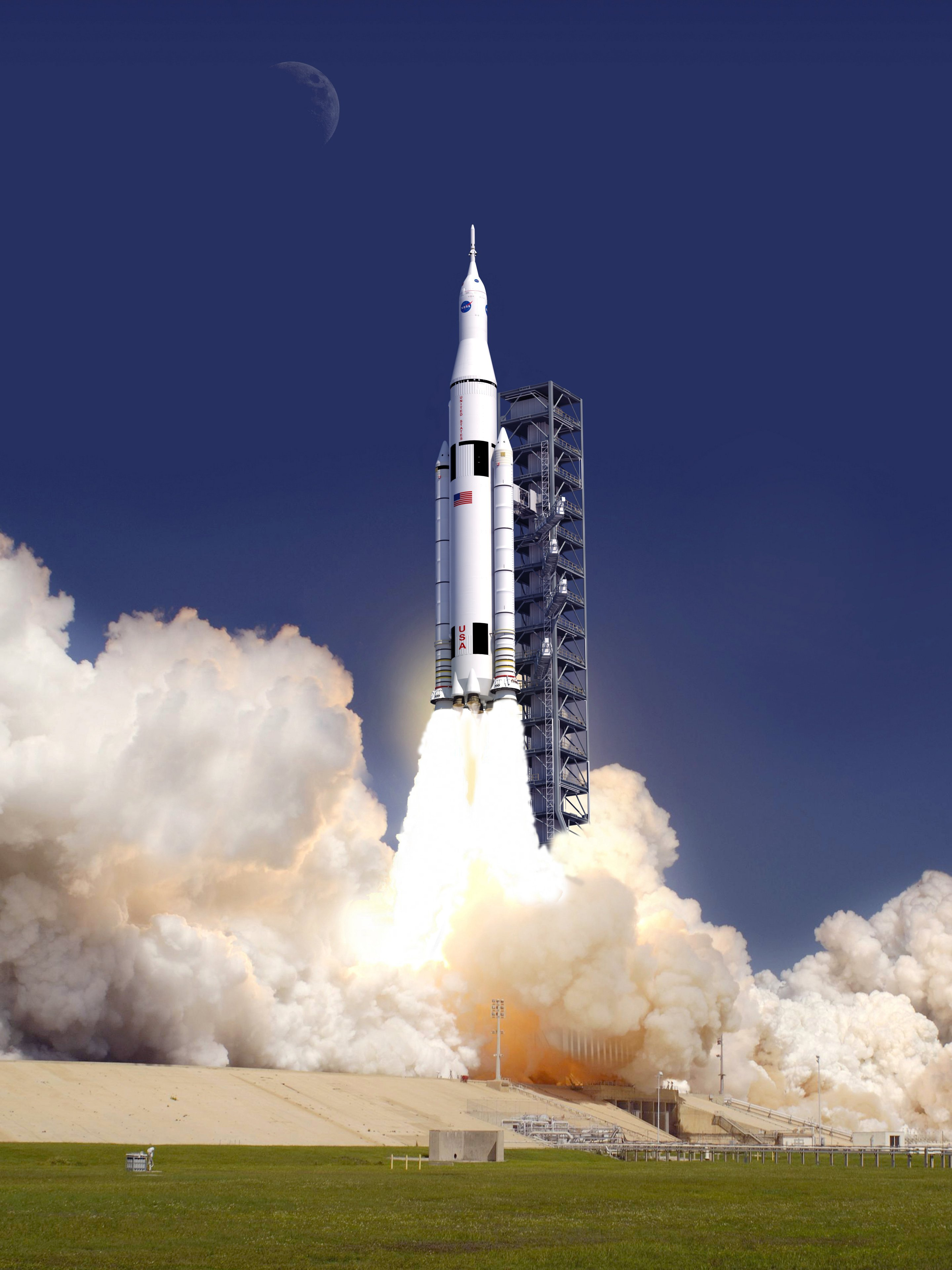
Representación artística de la variante de 70 m del SLE lanzando a Orión

Para las misiones más allá de órbita terrestre baja (BLEO), la NASA se ha dirigido al desarrollo del sistema de lanzamiento espacial (SLE, más conocido por sus siglas en inglés: SLS), y de dos a seis personas, más allá de la órbita terrestre baja de las naves espaciales, Orión. En febrero de 2010, la administración del presidente Barack Obama propusieron eliminar los fondos públicos para el programa Constelación y cambiarlos por una mayor responsabilidad del mantenimiento de la EEI a empresas privadas. Durante el discurso en el Centro Espacial Kennedy el 15 de abril de 2010, Obama propuso un nuevo vehículo de transporte pesado (HLV), que reemplazaría al anteriormente planeado Ares V. También propuso que Estados Unidos debería enviar un equipo a un asteroide en la década de 2020 y enviar a una tripulación a la órbita de Marte a mediados de la década de 2030. El Congreso de los Estados Unidos redactó la ley de Autorización de la NASA de 2010 y el presidente Obama la promulgó el 11 de octubre de ese año. el acto de autorización canceló oficialmente el programa Constelación.

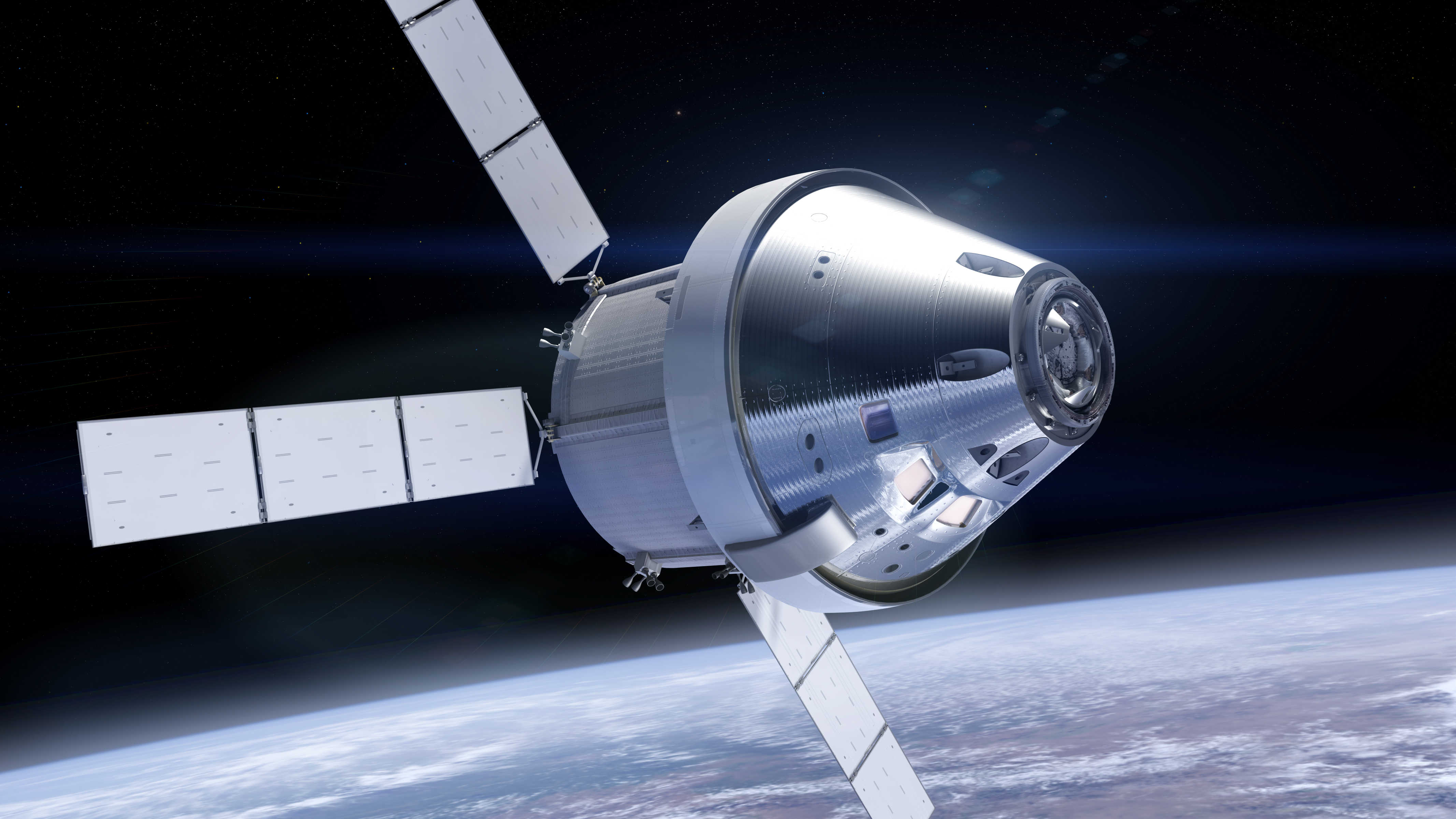
Diseño de la nave espacial Orión en enero de 2013

La Ley de Autorización requiere un nuevo diseño del HLV que será elegido dentro de los 90 días siguientes a su aprobación y para la construcción de una nave espacial más allá de la órbita baja de la tierra. El acto de autorización denomina a este nuevo el sistema de lanzamiento espacial HLV. El acto de autorización también requiere que se desarrollen una nave espacial más allá de la órbita baja de la Tierra, la nave espacial Orión, que se está desarrollando como parte del programa Constelación, que fue elegida para desempeñar este papel. Se planea lanzar tanto a Orión como a otros equipos necesarios para las misiones más allá de la órbita baja de la Tierra con el sistema de lanzamiento espacial. Con el tiempo, el SLE se va a actualizar con versiones más potentes. Se requiere que la capacidad inicial del SLE sea capaz de levantar 70 toneladas en órbita baja, se prevé entonces que se pasará a 10 metros y luego, finalmente, a 130.
El 5 de diciembre de 2014 fue lanzado el módulo de la tripulación de Orión como parte de un vuelo de prueba no tripulado, en un cohete Delta IV Heavy, el vuelo denominado Exploration Flight Test 1 (EFT-1). La misión Exploration Mission-1 (EM-1) consiste en el primer lanzamiento no tripulado del SLS, que también enviaría a Orión en una trayectoria circunlunar, que está prevista para el año 2019.[actualizar]  El primer vuelo tripulado de Orión y SLS, la misión Exploration Mission 2 (EM-2) está prevista para lanzarse entre los años 2019 y 2021;[actualizar] esta es una misión de 10 a 14 días cuyo objetivo consiste en colocar una tripulación de cuatro personas en la órbita lunar. Recientemente, se ha confirmado el calendario del EM-3 y otras misiones siguientes. La EM-3 programada para antes de 2021[actualizar] desplegará la cápsula Orión en la órbita lunar y la tripulación de 6 astronautas serán desplegados en su totalidad en la superficie, esta misión se enfocaría para obtener lecturas y analizar una ubicación para desplegar una hipotética futura base lunar similar a la EEI.

#### Crew Dragon (2020-presente)

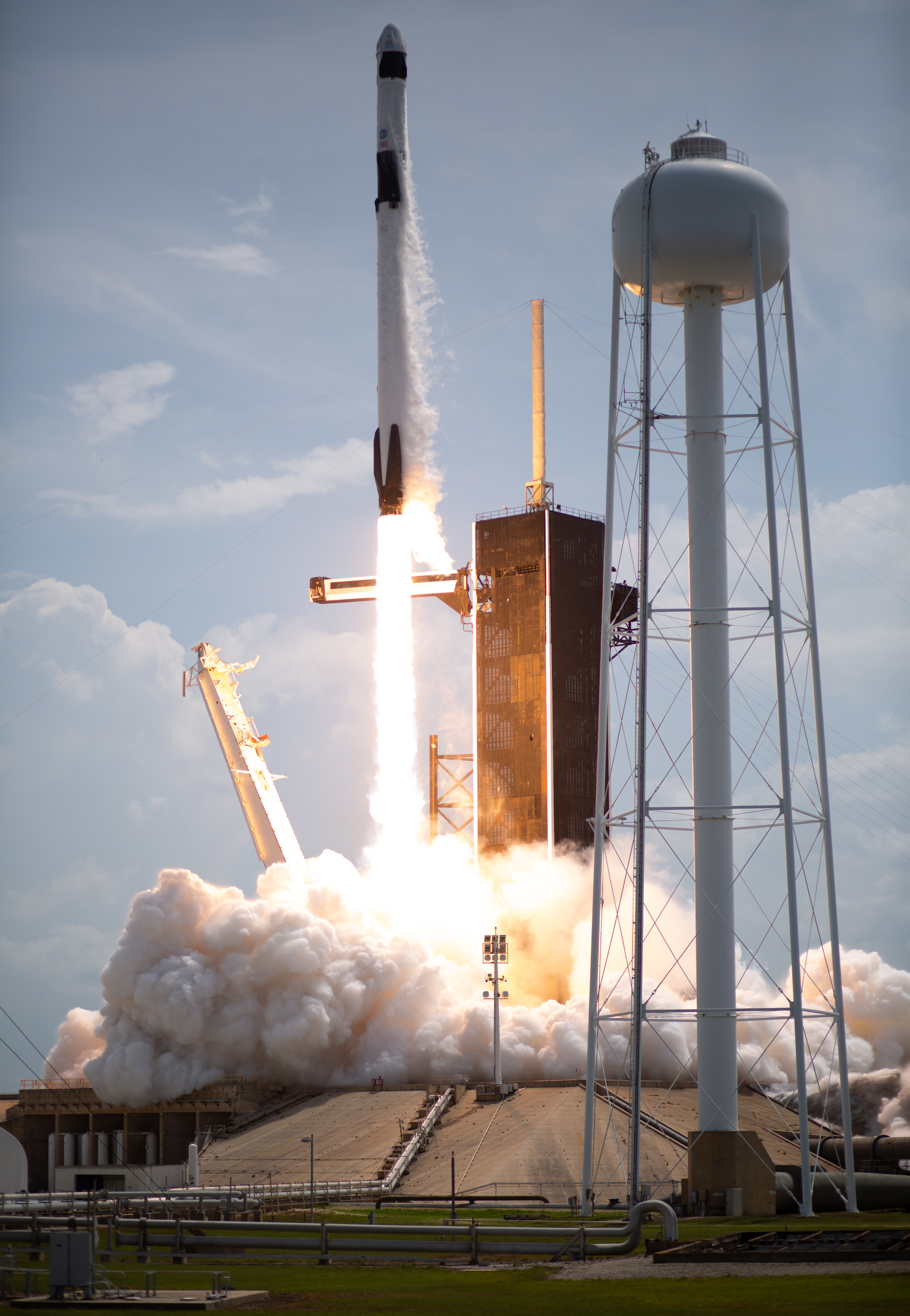
Lanzamiento de Crew Dragon Demo-2 (30 de mayo de 2020)

El 30 de mayo de 2020, La NASA y la compañía comercial SpaceX lanzaron el primer cohete comercial tripulado, llamado Falcon 9 con 2 astronautas (Robert Behnken y Douglas Hurley), el cual despegó desde Cabo Cañaveral y convirtiéndose en el primer vuelo espacial privado tripulado que despega desde suelo estadounidense en nueve años, y que se dirige a la Estación Espacial Internacional. Es primera vez en la historia que una compañía comercial aeroespacial transporta humanos a la órbita de la Tierra.

### Programas no tripulados (1958-presente)

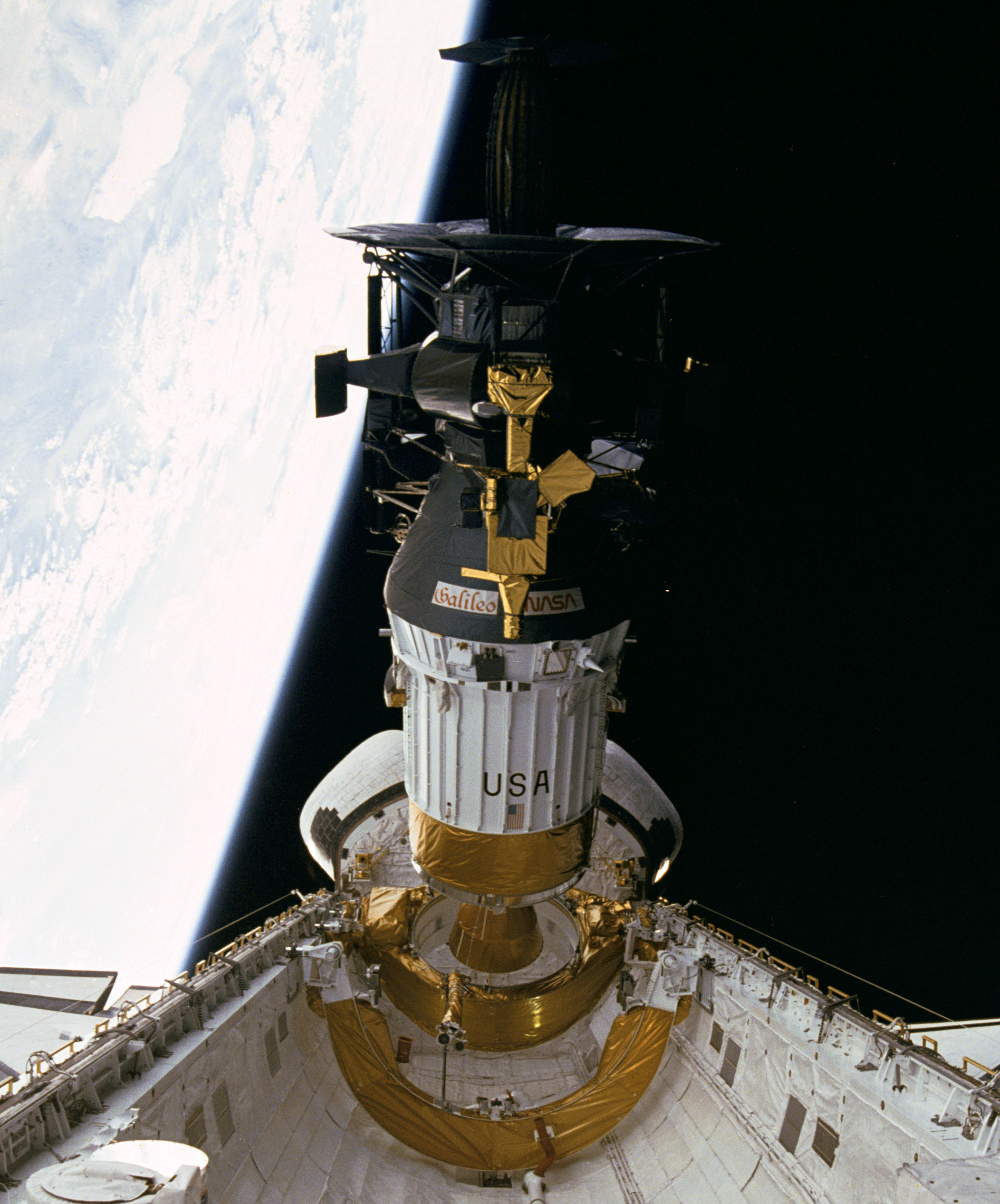
Misión en el espacio profundo desplegada por transbordador, en 1989

Se han diseñado más de 1000 misiones no tripuladas para explorar la Tierra y el Sistema Solar. Además de para la exploración, la NASA también ha puesto en órbita satélites de comunicación. Las misiones se han lanzado directamente desde la Tierra o desde transbordadores en órbita, que podían bien desplegar el satélite por sí mismos o bien con una plataforma de cohetes para llevarlo más lejos.
El primer satélite no tripulado fue el Explorer 1, que empezó como un proyecto ABMA/JPL a comienzos de la carrera espacial. Fue lanzado en enero de 1958, dos meses después del Sputnik. Con la creación de la NASA fue transferido a esta agencia y su actividad continúa hasta la actualidad, con sus misiones centradas en la Tierra y el Sol, midiendo campos magnéticos y el viento solar, entre otros aspectos. Una misión terrestre más reciente, no relacionada con el programa Explorer, fue el Telescopio Espacial Hubble, que fue puesto en órbita en 1990.
El Sistema Solar interior ha sido el objetivo de al menos cuatro programas no tripulados, el primero de los cuales fue el Programa Mariner, en los años 60 y 70, que hizo múltiples visitas a Venus y Marte y una a Mercurio. Las sondas que se lanzaron bajo el Programa Mariner fueron asimismo las primeras en realizar un sobrevuelo planetario (Mariner 2), en tomar las primeras fotografías de otro planeta (Mariner 4), el primer orbitador planetario (Mariner 9) y la primera en hacer una maniobra de asistencia gravitacional (Mariner 10). Esta es una técnica en la que el satélite aprovecha la gravedad y velocidad de los planetas para alcanzar su destino.
El primer aterrizaje exitoso en Marte lo acometió la Viking 1 en 1976. Veinte años después, un rover volvió a hacerlo en el marco de la misión Mars Pathfinder.

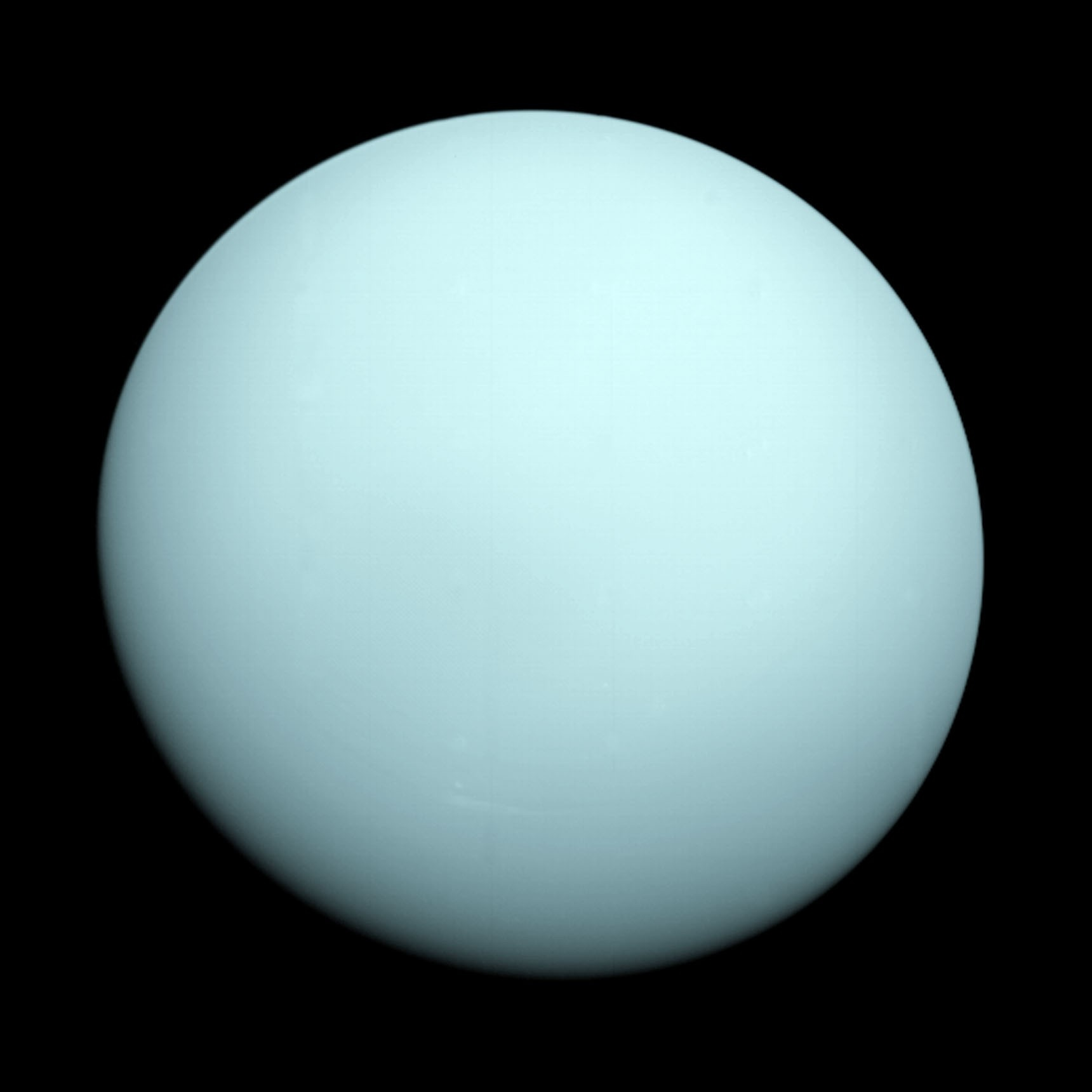
Urano por el Voyager 2, 1986

Aparte de Marte, Júpiter fue visitado por primera vez por la Pioneer 10 en 1973. Más de veinte años después, la misión espacial Galileo envió una sonda a su atmósfera y se convirtió en la primera nave en orbitar el planeta. La Pioneer 11 fue la primera nave en visitar Saturno, en 1979, y la Voyager 2, la primera –y hasta ahora la única– en llegar a Urano y Neptuno, en 1986 y 1989 respectivamente. Por su parte, la primera nave en abandonar el Sistema Solar fue la Pioneer 10, en 1983. Por un tiempo fue la nave especial más distante de la Tierra, pero posteriormente fue sobrepasada por las Voyager 1 y 2.
Las Pioneer 10 y 11 y sendas sondas Voyager llevan mensajes grabados de la Tierra dirigidos a posible vida extraterrestre. Un problema a propósito de los viajes al espacio profundo es la comunicación; por ejemplo, una señal de radio tarda alrededor de tres horas en alcanzar la nave New Horizons en un punto más allá de la mitad de camino a Plutón. En 2003 se perdió contacto con la Pioneer 10, pero ambas sondas Voyager continúan operando mientras exploran la frontera exterior entre el Sistema Solar y el espacio interestelar.
El 26 de noviembre de 2011, la misión del Mars Science Laboratory de la NASA fue lanzada hacia Marte y el rover Curiosity tomó tierra exitosamente en el planeta rojo el 6 de agosto de 2012, donde comenzó su búsqueda de evidencias sobre la existencia, presente o pasada, de vida en Marte.

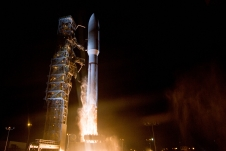
El NROL-39 GEMS en misión despegó de la Base Aérea Vandenberg en California el 5 de diciembre de 2013, a bordo de un cohete United Launch Alliance Atlas V.

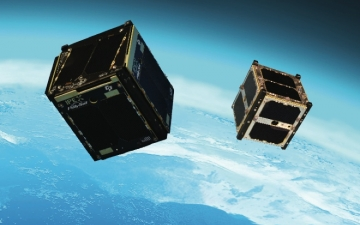
Representación artística del experimento de carga útil inteligente (IPEX) y M-Cubed/COVE-2, dos satélites cúbicos de la NASA que orbitan la Tierra (CubeSats) que fueron lanzados como parte de la misión NROL-39 GEMSat desde la Base Vandenberg de la Fuerza Aérea de California el 5 de diciembre de 2013.

### Actividades recientes y planificadas

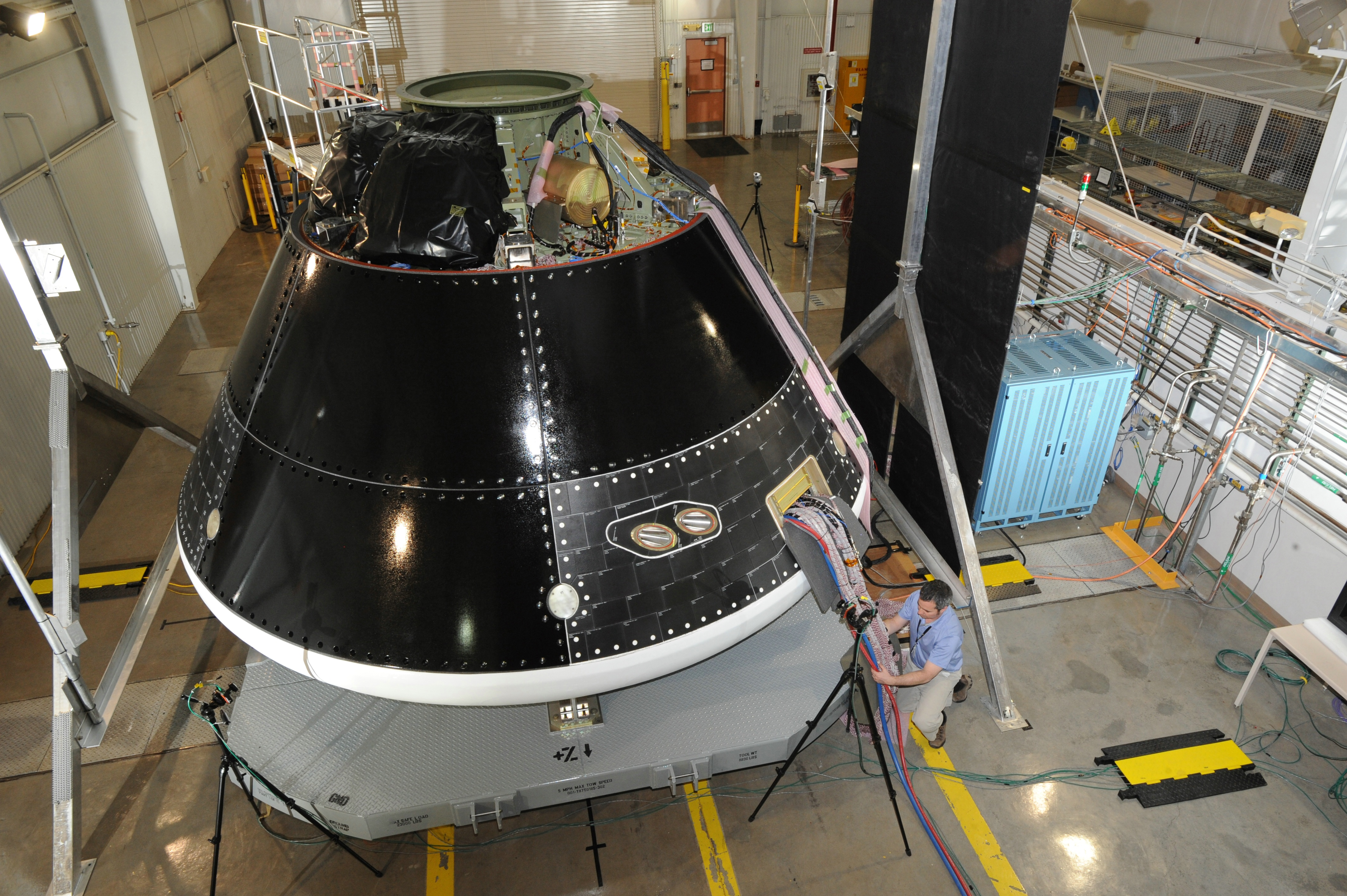
La nave Orión se pretende usar para misiones más allá de la órbita baja terrestre.

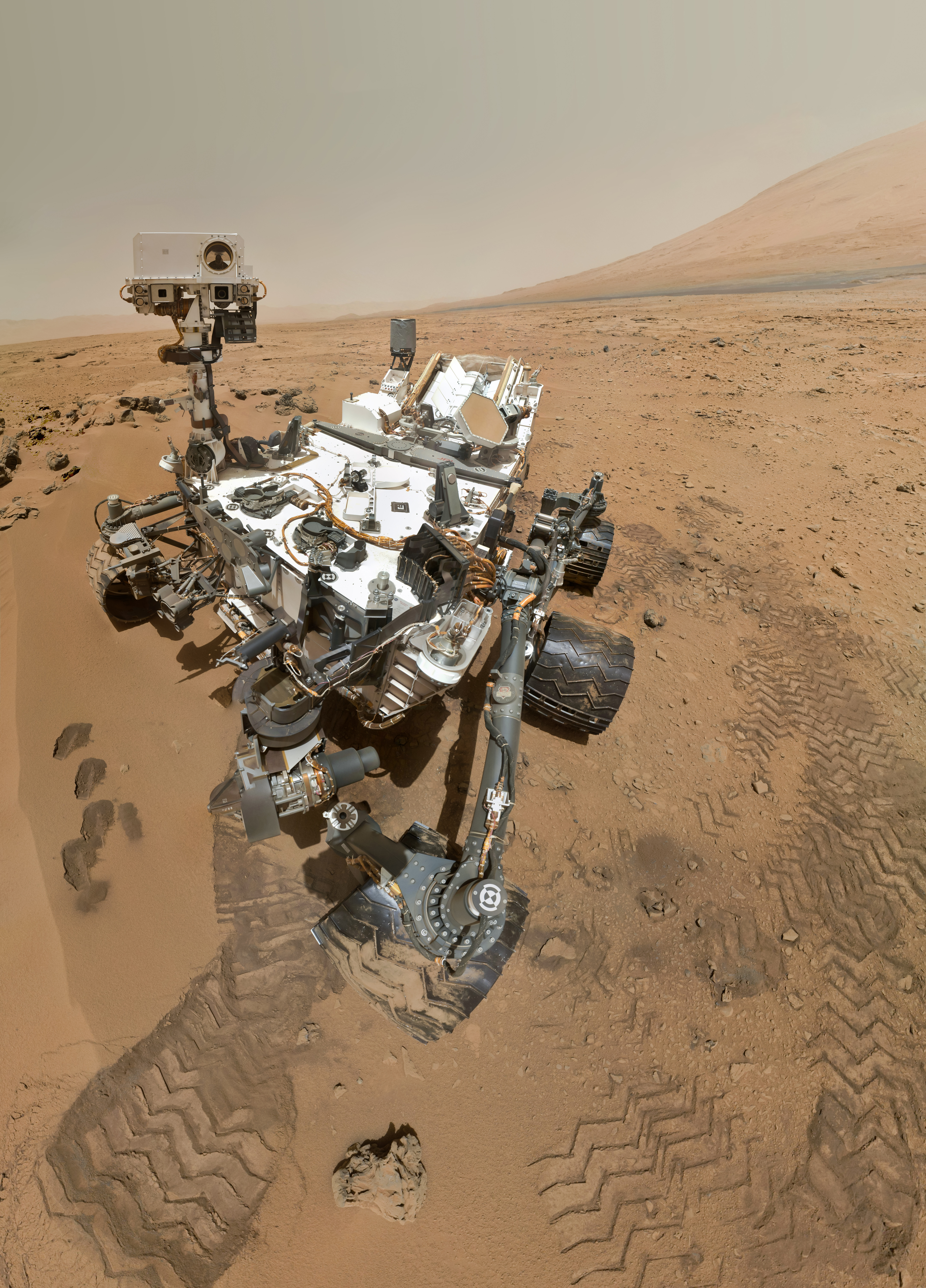
Imagen del 31 de octubre de 2012 hecha por el Curiosity en Marte de sí mismo utilizando su Mars Hand Lens Imager. La imagen es una serie de 55 fotografías de alta resolución unidas posteriormente para crear el autorretrato.

La NASA continuó apoyando la exploración in situ más allá del cinturón de asteroides, incluyendo las travesías de las Pioneer y Voyager hacia la inexplorada región transplutoniana y los orbitadores de los gigantes gaseosos Galileo (1989-2003), Cassini (1997-2017) y Juno (2011-). Las investigaciones en curso de la NASA incluyen la inspección a fondo de Marte, a través de su división del Laboratorio de Propulsión a Chorro (Jet Propulsion Laboratory), el resto de planetas del sistema solar y el estudio de la Tierra y el Sol. Otras misiones activas con naves espaciales son la MESSENGER, para Mercurio; la New Horizons, para Júpiter, Plutón y otros objetos trans neptunianos; y la misión Dawn, para el cinturón de asteroides entre Marte y Júpiter.
La misión New Horizons a Plutón se lanzó en 2006 y el 14 de julio de 2015 ha sobrevolado este planeta enano. La sonda recibió asistencia gravitacional de Júpiter en febrero de 2007, examinando algunas de las lunas interiores del planeta gigante y probando algunos de sus instrumentos a bordo durante el sobrevuelo. Entre los planes en el horizonte de la NASA se encuentra la nave espacial MAVEN como parte del Programa de Exploración de Marte para estudiar la atmósfera marciana.
El 4 de diciembre de 2006 la NASA anunció que estaba planificando una base lunar permanente. El objetivo era comenzar su construcción alrededor de 2020 y, sobre 2024, disponer de una base totalmente funcional que permitiera a las tripulaciones la utilización de recursos in situ y tener rotaciones. Sin embargo, en 2009 la Comisión de Augustine valoró que el programa se encontraba en una "trayectoria insostenible". En 2010, el presidente Barack Obama interrumpió los planes existentes, incluyendo la base lunar, y dirigió el enfoque general hacia misiones tripuladas a asteroides y Marte, así como extender el apoyo a la Estación Espacial Internacional. Desde 2011, los objetivos estratégicos de la NASA han sido:
- Mantener y extender actividades humanas a lo largo del Sistema Solar.
- Expandir la comprensión científica de la Tierra y el Universo.
- Crear nuevas tecnologías espaciales innovadoras.
- Avanzar en la investigación aeronáutica.
- Desarrollar programas y capacidades institucionales para dirigir las actividades aeronáuticas y espaciales de la NASA.
- Abrir la NASA al público, educadores y estudiantes para proporcionar oportunidades de participar.

En agosto de 2011 la NASA aceptó la donación de dos telescopios espaciales de la Oficina Nacional de Reconocimiento. A pesar de encontrarse almacenados sin usar, los instrumentos son superiores al Telescopio Espacial Hubble.
En septiembre de 2011, la NASA anunció el comienzo del programa del transbordador SLS ("Sistema de lanzamiento espacial") para desarrollar un vehículo de carga pesada para personas. Se pretende que el SLS lleve la nave Orión y otros elementos hacia la Luna, asteroides cercanos a la Tierra y, algún día, a Marte. El 5 de diciembre de 2014 se hizo una prueba de lanzamiento no tripulado de la Orión con un cohete Delta IV Heavy.
El 6 de agosto de 2012, la NASA aterrizó el rover Curiosity en Marte. El 27 de agosto de 2012, Curiosity transmitió el primer mensaje pregrabado desde la superficie del Marte hacia la Tierra, hecho por el Administrador Charlie Bolden:

Hello. This is Charlie Bolden, NASA Administrator, speaking to you via the broadcast capabilities of the Curiosity Rover, which is now on the surface of Mars.
Since the beginning of time, humankind’s curiosity has led us to constantly seek new life… new possibilities just beyond the horizon. I want to congratulate the men and women of our NASA family as well as our commercial and government partners around the world, for taking us a step beyond to Mars.
This is an extraordinary achievement. Landing a rover on Mars is not easy – others have tried – only America has fully succeeded. The investment we are making… the knowledge we hope to gain from our observation and analysis of Gale Crater, will tell us much about the possibility of life on Mars as well as the past and future possibilities for our own planet. Curiosity will bring benefits to Earth and inspire a new generation of scientists and explorers, as it prepares the way for a human mission in the not too distant future.
Thank you.

Hola. Soy Charlie Bolden, el administrador de la NASA, hablándoles por medio de las capacidades de transmisión de la sonda Curiosity, que está ahora en la superficie de Marte.

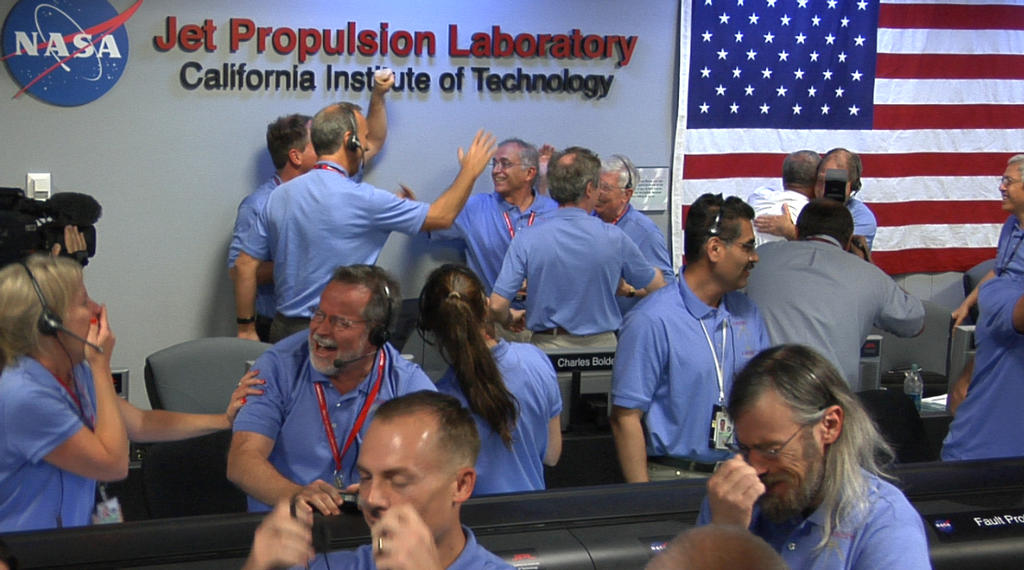
Personal de la NASA celebrando la exitosa llegada de la Mars Exploration Rover a Marte

Desde el principio de los tiempos, la curiosidad de la humanidad nos ha permitido buscar nueva vida… nuevas posibilidades más allá del horizonte. Quiero felicitar a los hombres y a las mujeres de nuestra familia en la NASA así como a nuestros compañeros comerciales y gubernamentales alrededor del mundo, por llevarnos un paso más allá de Marte.
Esto es un logro extraordinario. Hacer aterrizar una sonda en Marte no es fácil —otros lo han intentado— solo EE. UU. lo ha completado satisfactoriamente. La investigación que estamos haciendo… el conocimiento que esperamos ganar de nuestra observación y análisis del Cráter Gale nos dirá mucho sobre la posibilidad de vida en Marte así como pasadas y futuras posibilidades para nuestro propio planeta. Curiosity traerá beneficios a la Tierra e inspirará a una nueva generación de científicos y exploradores, mientras preparara el camino para una misión tripulada en un futuro no muy lejano.
Gracias.

La NASA llegó en 2015 con la sonda Dawn a la órbita de otro planeta enano del cinturón de asteroides, con destino a Ceres. Este cuerpo ha despertado el interés de científicos y aficionados, por motivo de sus extrañas manchas blancas.
El 26 de septiembre a las 23:14 GMT, la sonda espacial Dart, que estaba en vuelo hace 10 meses, impactó de forma exitosa con el asteroide Didymos, que se encontraba orbitando alrededor de la pequeña luna Dimorphos, un cuerpo pequeño de solo 160 metros de diámetro. Ninguno representaba una amenaza para la Tierra.
Este es el primer intento que lleva adelante la NASA para mover un asteroide en el espacio, como parte de la estrategia general de defensa planetaria que tiene esta agencia. Esto significó una técnica de mitigación viable para proteger el planeta de un posible asteroide o cometa que se dirija a la Tierra, en un futuro. 
El viaje de ida de la misión confirmó que la NASA puede navegar con éxito una nave espacial para colisionar intencionalmente con un asteroide para desviarlo, una técnica conocida como impacto cinético
Desde la dirección administrativa de la NASA, se dice que Dart representa un éxito sin precedentes para la defensa planetaria, pero también es una misión de unidad con un beneficio real para toda la humanidad.

## Investigación científica
Nota: Aquí no se listan los efectos colaterales de la investigación militar o del Gobierno en las tecnologías civiles.

### Medicina en el espacio

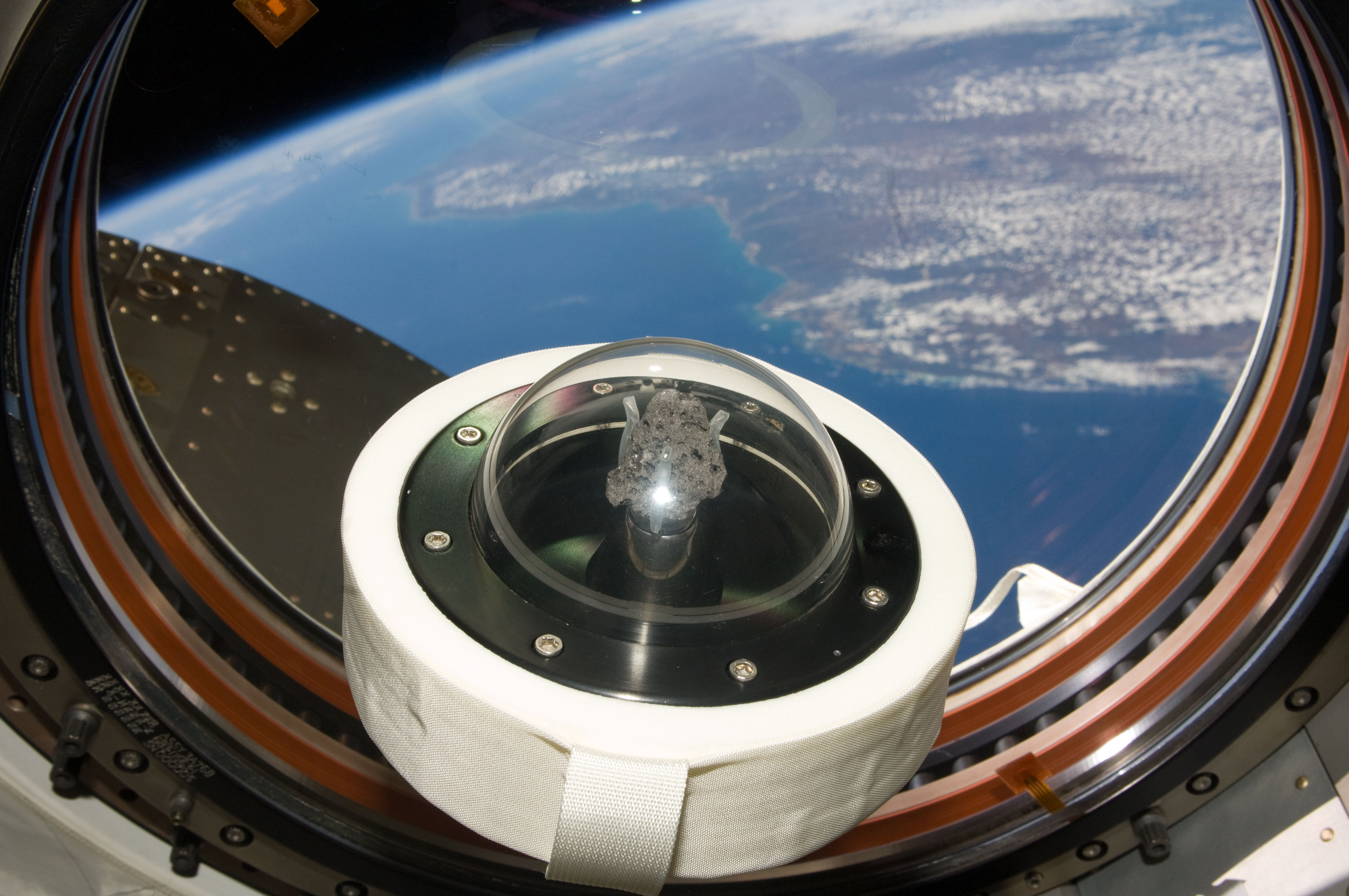
Un fragmento de roca lunar traída a la Tierra por el Apolo 11 en 1969, llevada a la EEI en 2009 en conmemoración al 40.º aniversario de la misión

El Instituto Nacional de Investigación Biomédica Espacial (NSBRI por sus siglas en inglés) está conduciendo una variedad de estudios médicos a gran escala en el espacio. Entre estos sobresale el estudio del Diagnóstico Avanzado de Ultrasonido en Microgravedad, en el que los astronautas –entre ellos los antiguos comandantes de la EEI Leroy Chiao y Gennady Padalka– practican tomografías de ultrasonidos bajo la guía de expertos a distancia para diagnosticar y potencialmente tratar cientos de condiciones médicas en el espacio. A menudo no se encuentra ningún médico a bordo de la EEI y el diagnóstico de condiciones médicas es un reto. Los astronautas son susceptibles a una variedad de riesgos de salud que incluyen síndrome de descompresión, barotraumatismo, inmunodeficiencias, pérdida de masa muscular y huesos, intolerancia ortostática debido a la pérdida de volumen, trastornos del sueño y lesiones por radiación. Los ultrasonidos ofrecen una oportunidad única para monitorear estas condiciones en el espacio. Estas técnicas de estudio se aplican ahora en lesiones olímpicas y profesionales y el ultrasonido lo practican operadores no expertos como estudiantes de medicina o de institutos. Se ha anticipado que el ultrasonido guiado a distancia tendrá aplicaciones en situaciones de emergencia y de atención rural, donde el acceso a profesionales de la medicina puede ser complicado.

### Agujero de la capa de ozono

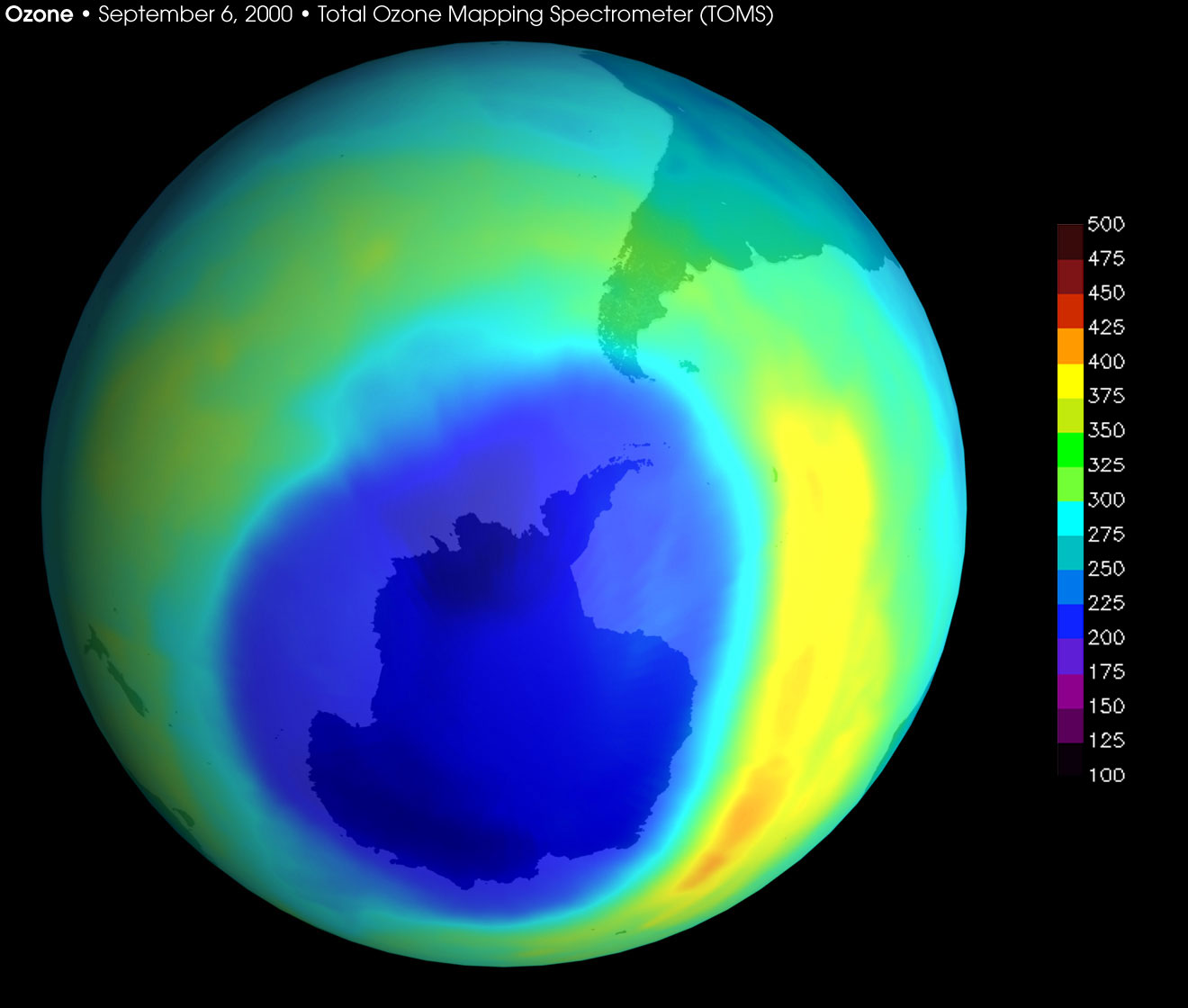
Imagen del agujero de ozono más grande en la Antártida, registrado en septiembre de 2000. Los datos se obtuvieron gracias al Total Ozone Mapping Spectrometer (TOMS) a bordo de un satélite de la NASA.

En 1975, se le encomendó legislativamente a la NASA la investigación y monitorización de las capas superiores de la atmósfera, lo que condujo a la creación del Programa de Investigación de la Atmósfera Superior y, más tarde, los satélites del Sistema de Observación de la Tierra en los años 90 para monitorear el agujero de la capa de ozono. Las primeras mediciones a escala planetaria se obtuvieron en 1978 mediante el satélite Nimbus 7 y el trabajo de los científicos de la NASA en el Goddard Institute for Space Studies.

### Evaporación de la sal y gestión de energía
En uno de los mayores proyectos de restauración del país, la tecnología de la NASA ayuda a los gobiernos estatal y federal a recuperar una balsa de sal evaporada de 61 km² en el sur de la Bahía de San Francisco. Los científicos utilizan los sensores de los satélites para estudiar el efecto de la evaporación de la sal en la ecología local.
La agencia ha empezado el Programa de Eficiencia Energética y Conservación del Agua como un proyecto transversal para prevenir la contaminación y reducir la utilización de agua y energía. Sirve para asegurarse de que la NASA cumple con sus responsabilidades con el medio ambiente como parte de la Administración federal.

### Ciencias de la Tierra
La comprensión de los cambios naturales y de los inducidos por el hombre en el medio ambiente global es el principal objetivo de las Ciencias de la Tierra de la NASA. La agencia tiene actualmente más de una docena de instrumentos en órbita estudiando todos los aspectos del sistema terrestre (océanos, suelo, atmósfera, biosfera, criósfera), y tiene varios más planificados para los próximos años.
La NASA trabaja con colaboración con el National Renewable Energy Laboratory con el propósito de producir un mapa global de recursos solares detallado a nivel local. La NASA fue también uno de los principales participantes en las tecnologías innovadoras de evaluación para la limpieza de las fuentes de DNAPL (del inglés "dense non-aqueous phase liquids"). El 6 de abril de 1999, la agencia firmó un acuerdo de cooperación con la Agencia de Protección Ambiental de los Estados Unidos, el Departamento de Energía de los Estados Unidos y la fuerza aérea de los Estados Unidos que autorizaba a todas las organizaciones signatarias a llevar a cabo las pruebas necesarias en el Centro Espacial John F. Kennedy. El propósito principal era evaluar dos innovadoras tecnologías de remediación: eliminación térmica y destrucción por oxidación de DNAPL. La NASA formó un consorcio con Military Services y la Defense Contract Management Agency llamado “Joint Group on Pollution Prevention”. El grupo trabaja en la reducción o eliminación de materiales o procesos peligrosos.
El 8 de mayo de 2003, la Agencia de Protección Ambiental de los Estados Unidos reconoció a la NASA como la primera agencia federal en usar directamente biogás para producir energía en una de sus instalaciones —el Goddard Space Flight Center, en Maryland.
El 11 de septiembre de 2018, la NASA publicó unas fotografías que fueron tomadas en una misión en la Antártida de un iceberg de forma rectangular.

## Dirección
El administrador de la NASA es de mayor rango oficial de la agencia y sirve como asesor de ciencia del espacio superior del presidente de los Estados Unidos. La administración de la agencia está situada en la sede de la NASA en Washington D. C., y provee orientación y dirección general. Excepto en circunstancias excepcionales, se requiere que empleados de la administración pública de la NASA sean ciudadanos de los Estados Unidos.
Aunque la exploración espacial no es partidista, la persona designada por lo general está asociada con el partido político del presidente (demócrata o republicano), y generalmente se elige un nuevo administrador cuando hay un presidente del otro partido. Las únicas excepciones a esto han sido:
- El demócrata Thomas O. Paine, administrador en funciones bajo el demócrata Lyndon B. Johnson, se quedó mientras el republicano Richard Nixon intentó, pero no logró convencer a uno de sus candidatos a que aceptara el trabajo. Paine fue confirmado por el Senado en marzo de 1969 y se desempeñó hasta septiembre de 1970.[136]

- El republicano James C. Fletcher, nombrado por Nixon y confirmado en abril de 1971, permaneció hasta mayo de 1977 en el mandato del demócrata Jimmy Cárter.

- Daniel Goldin fue nombrado por el republicano George H. W. Bush y permaneció en el gobierno del demócrata Bill Clinton.

- Robert M. Lightfoot, Jr., administrador asociado bajo el demócrata Barack Obama, se mantuvo como administrador en funciones por el republicano Donald Trump hasta que Jim Bridenstine, elegido por Trump, fue confirmado en abril de 2018.[137]

El primer administrador fue el Dr. T. Keith Glennan, nombrado por el presidente Dwight D. Eisenhower; durante su mandato se involucró con los proyectos dispares en la investigación del desarrollo espacial en los EE. UU. El segundo administrador fue James E. Webb (sirviendo desde 1961 hasta 1968), nombrado por el presidente John F. Kennedy. Con el fin de implementar el programa Apolo para lograr la meta de Kennedy de llevar un hombre en la Luna en 1970, Webb dirigió reestructuración importante de la gestión y facilitó la expansión, estableciendo el Manned Spacecraft Houston (Johnson) Center y las operaciones de lanzamiento del Center (Kennedy) de Florida. En 2009, el presidente Barack Obama nombró a Charles Bolden duodécimo administrador de la NASA. El administrador Bolden es uno de los tres administradores de la NASA que anteriormente fue astronauta junto con los también ex astronautas Richard H. Truly (sirviendo desde 1989-1992) y Frederick D. Gregory (2005).

## Instalaciones
Las instalaciones de la NASA comprenden centros de investigación, construcción y comunicación. Actualmente algunas instalaciones se conservan solo por razones administrativas o históricas. La NASA también opera una pequeña línea de ferrocarril en el Centro Espacial Kennedy, además de poseer dos aviones Boeing 747 que se utilizan para el transporte de los transbordadores espaciales.
El John F. Kennedy Space Center (KSC) es la instalación más conocida de la NASA. Situada en Merritt Island, al norte de Cabo Cañaveral, ha sido desde 1968 lugar de construcción y lanzamiento de todo tipo de vehículos espaciales de Estados Unidos. Aunque este tipo de vuelos están actualmente suspendidos, el KSC sigue operativo y se dedica a labores administrativas y al control de las instalaciones de lanzamiento de cohetes no tripulados que forman parte del programa espacial para uso civil de Estados Unidos en Cabo Cañaveral. Entre sus dotaciones incluye un Edificio de ensamblaje de vehículos (VAB, por sus siglas en inglés) y un aeropuerto.
El Lyndon B. Johnson Space Center (JSC) es la instalación para las actividades tripuladas espaciales, y está situado en Houston suroriental, Texas. Alberga el centro de control de la misión (MCC-H), el centro de control de la NASA que coordina y supervisa todos los vuelos tripulados de los Estados Unidos. MCC-H dirige todas las misiones y actividades de la lanzadera y estación espacial internacional.
Otra instalación de relevancia es la Marshall Space Flight Center, en Huntsville, Alabama, donde se desarrollan los cohetes Saturn 5 y Skylab. El JPL (Jet Propulsion Laboratory o Laboratorio de Propulsión a Chorro de Pasadena) anteriormente mencionado es, junto a la ABMA (Army Ballistic Missile Agency), una de las agencias que estuvieron detrás del Explorer 1, la primera misión espacial estadounidense.
Para controlar sus misiones la NASA posee diversos centros de supercomputación, entre los cuales el más relevante es la NASA Advanced Supercomputing facility, así como la llamada Red del Espacio Profundo (Deep Space Network, DSN) formada por tres complejos de antenas en Camberra, Madrid y Goldstone (Barstow) y controlada por el JPL.
La NASA posee además ocho estaciones en el mundo del International Laser Ranging Service (ILRS): Monument Peak (Estados Unidos), Yarragadee (Australia), el Observatorio radioastronómico de Hartebeesthoek (Sudáfrica), el Centro de vuelo espacial Goddard de Greenbelt (EE. UU.), Tahití (Polinesia Francesa), Arequipa (Perú), Haleakala Maui (EE. UU.) y Fort Davis (EE. UU.). Su función es primordialmente la medición de satélites a través de tres técnicas: rastreo láser, GPS y sistema de satélites basado en microondas.

## Presupuesto

Presupuesto de la NASA de 1958 a 2014 como porcentaje del gasto federal

El presupuesto de la NASA ha supuesto, en líneas generales, el equivalente a algo menos del 1% del presupuesto federal anual entre las décadas de 1970 y 2000. Su pico máximo data de 1966, durante la vigencia del programa Apolo, cuando su presupuesto, de unos 5900 millones de dólares, significó el 4,41% de los gastos del gobierno de Estados Unidos. Estas cifras difieren mucho de las percepción de los ciudadanos estadounidenses; en 1997 una encuesta reveló que, en promedio, los estadounidenses pensaban que un 20% del presupuesto federal se destinaba a la NASA, cuando en 1997 no sobrepasó el 0,8%.
El porcentaje del presupuesto federal asignado a la NASA ha ido disminuyendo de manera constante tras el fin del programa Apolo y en 2012 este se estimaba en un 0,48 % de los gastos federales, unos 17 800 millones de dólares. En una reunión de marzo de 2012 del Comité del Senado de Estados Unidos para la Ciencia, Neil deGrasse Tyson declaró que «en este momento el presupuesto anual de la NASA es medio centavo por cada dólar de impuestos. Con el doble de esa cantidad, un centavo por dólar, podríamos transformar un país abatido, cansado de la lucha económica y la crisis, en uno donde podríamos reclamar nuestro derecho del siglo XX a tener un futuro de ensueño».

## Impacto ambiental
La exploración espacial puede afectar la vida en la Tierra debido al uso de productos químicos tóxicos para la fabricación de cohetes y al dióxido de carbono inyectado en la atmósfera durante el funcionamiento de los mismos. Los gases de escape producidos por los sistemas de propulsión de los cohetes, tanto en la atmósfera de la Tierra como en el espacio, pueden afectar negativamente al medio ambiente. Algunos propulsores de cohetes hipergólicos, como la hidrazina, son altamente tóxicos antes de la combustión, pero se descomponen en compuestos menos tóxicos después de la combustión. Los cohetes que utilizan combustibles de hidrocarburos, como el queroseno, liberan dióxido de carbono y hollín en sus gases de escape. Sin embargo, las emisiones de dióxido de carbono son insignificantes en comparación con las de otras fuentes; en promedio, Estados Unidos consumió 802 620 000 galones de combustibles líquidos por día en 2014, mientras que la primera etapa de un cohete Falcon 9 quema alrededor de 25,000 galones de combustible de queroseno por lanzamiento. Incluso si se lanzara un Falcon 9 todos los días, solo representaría el 0,006% del consumo de combustible líquido (y las emisiones de dióxido de carbono) para ese día. Además, el escape de los motores alimentados con LOx y LH2, como el SSME, es casi por completo vapor de agua.
La NASA abordó las preocupaciones ambientales de su ya desaparecido programa Constellation, de conformidad con la Ley Nacional de Política Ambiental. El 8 de mayo de 2003, la Agencia de Protección Ambiental reconoció a la NASA como la primera agencia federal que utiliza directamente el gas de vertederos para producir energía en una de sus instalaciones: el Goddard Space Flight Center, Greenbelt, Maryland. Un ejemplo de los esfuerzos ambientales de la NASA es la Base de Sostenibilidad de la NASA. Además, el Edificio de Ciencias de la Exploración recibió la calificación LEED Gold en 2010.

## Misiones en curso
Ejemplos de algunas misiones actuales de la NASA:
- Mars Odyssey, orbitador de Marte
- Observatorio Chandra de Rayos X
- Rover Curiosity (Mars Science Laboratory), Rover de Marte
- Misión Dawn, orbitador de asteroides
- Telescopio Espacial Fermi de Rayos Gamma
- Telescopio Espacial Hubble
- Estación Espacial Internacional
- Misión Kepler
- Lunar Reconnaissance Orbiter, orbitador de la Luna
- MESSENGER, orbitador de Mercurio
- Mars Reconnaissance Orbiter, orbitador de Marte
- New Horizons, yendo al cinturón de Kuiper
- Solar Dynamics Observatory
- Telescopio Espacial Spitzer
- STEREO
- Misión Swift de exposición de rayos gamma
- Programa Artemis
- Telescopio espacial James Webb
- Rover Perseverance (Mars 2020) Rover de Marte